# Tongeren (stad)

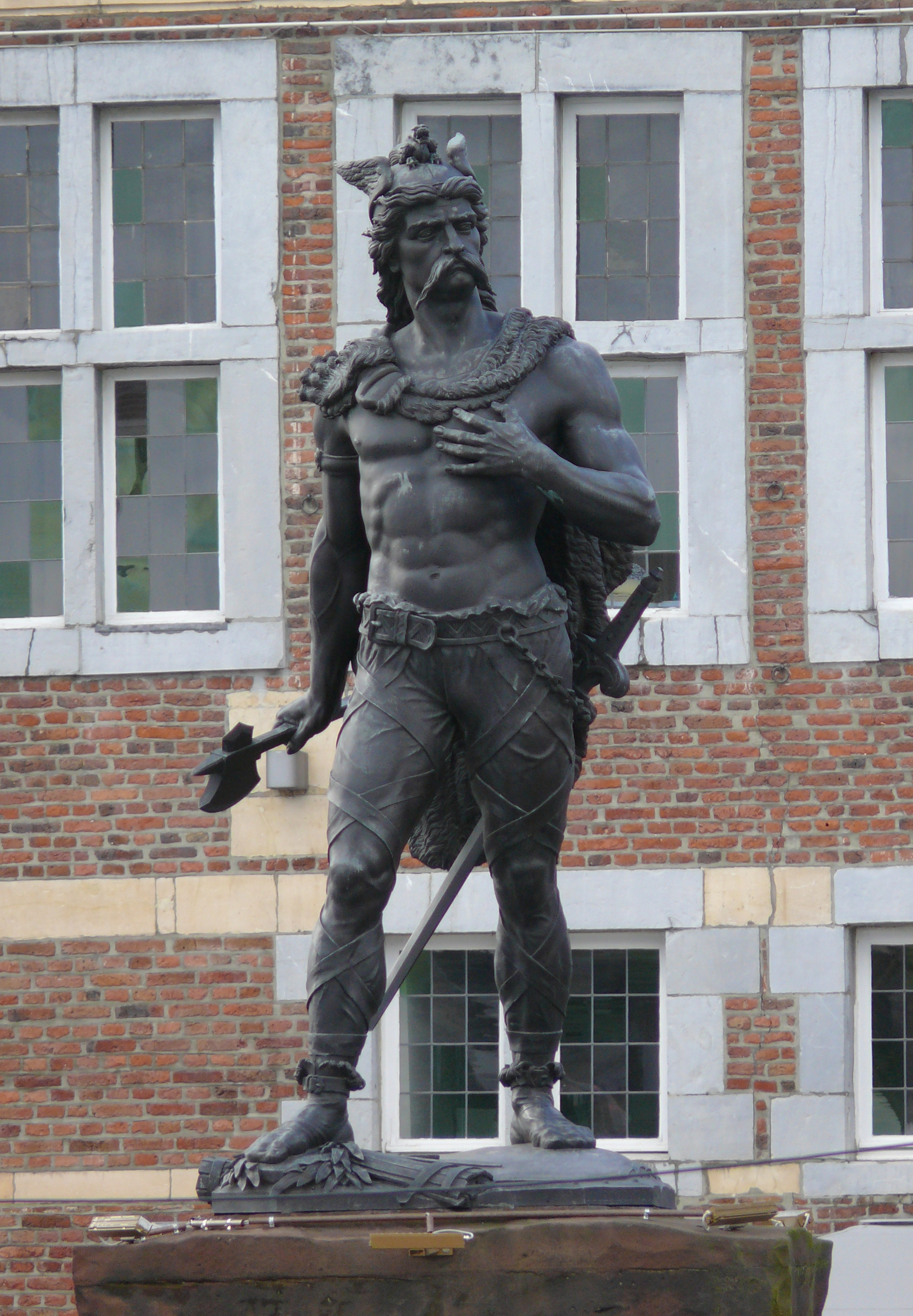
Een standbeeld van Ambiorix

Tongeren (Frans: Tongres) is een voormalige stad en gemeente in het zuiden van de Belgische provincie Limburg. De stad is in 2025 gefuseerd met Borgloon tot Tongeren-Borgloon. De stad was de hoofdplaats van een bestuurlijk arrondissement en zetelplaats van een afdeling van het gerechtelijk arrondissement Limburg. Tongeren ligt aan de rivier de Jeker in de regio Haspengouw.
De gemeente telt ruim 32.000 inwoners op een oppervlakte van 87,81 km² en is daarmee naar inwonertal de tiende gemeente van Limburg en de 75e gemeente van België. De stadskern telt zo’n 18.000 inwoners. De overige bevolking woont verspreid over de 16 deelgemeenten die aangehecht werden tijdens de fusiegolven van 1972 en 1977. Een inwoner van Tongeren wordt een Tongeraar of Tongenaar genoemd.
Door de aanwezigheid van verschillende onderwijs- en zorginstellingen is de stad een regionaal centrum voor Zuidoost-Limburg. Het is ook een belangrijke gerechtelijke stad voor de provincie aangezien het Limburgse hof van assisen in Tongeren gevestigd is.
Vanaf 15 v.Chr. ontwikkelde Tongeren zich als een Gallo-Romeinse burgernederzetting. In de daaropvolgende eeuwen speelde de stad een belangrijke rol in de geschiedenis van de Lage Landen. Zo verkreeg Tongeren in de 2e eeuw marktrechten en werd de stad in de 4e eeuw de zetel van het eerste bisdom van de Lage Landen. In de middeleeuwen en de vroegmoderne tijd was de stad een van de 23 Goede Steden van het prinsbisdom Luik. Vanaf de tweede helft van 20e eeuw werd begonnen met de uitbouw van Tongeren als handelscentrum en toeristische trekpleister. Als "de eerste stad" van België gebruikt Tongeren zijn Romeinse verleden dan ook als een toeristische troef. 'Tongeren, Romeinse stad' werd opgenomen in de Canon van Vlaanderen.

## Toponymie
De plaatsnaam Tongeren is terug te voeren op het Latijnse Atuatuca Tungrorum en zou zoveel betekenen als "vesting van de Tungri".
De aanwezigheid van het element Atuatuca heeft lange tijd doen vermoeden dat Tongeren kon worden vereenzelvigd met Atuatuca, de vesting van de Eburonen waar Julius Caesar in 54 v.Chr. anderhalf Romeins legioen voor de winter liet inkwartieren. Aangezien er in en rond Tongeren geen vondsten zijn gedaan die dateren van voor 30 v.Chr., werd duidelijk dat de vesting van de Eburonen elders gezocht moest worden. In juni 2012, na vier jaar onderzoek, lokaliseerde een team van onderzoekers verbonden aan de VU Amsterdam en de KU Leuven het Atuatuca van de Eburonen in de buurt van Thuin. Deze ontdekking zou de idee ondersteunen dat Atuatuca geen eigennaam zou zijn; zo beschreef Caesar Atuatuca als: Id castelli nomen est, dat dan "Dit is de benaming voor een fort" betekent. Toch blijft de exacte locatie van Atuatuca nog steeds voer voor discussie en komen ook andere plaatsen – zoals het Oppidum Caestert op het plateau van Caestert of een plek nabij de monding van de Ourthe in Luik – in aanmerking.
Het element Tungrorum is de genitiefvorm van Tungri. Deze stam werd aan het eind van de 1e eeuw beschreven in Tacitus' De origine et situ Germanorum. Als men over de Tungri spreekt, dan bedoelt men zowel de Germaanse stammen die van over de Rijn kwamen als de inheemse stammen die de represaille van Caesar overleefden. De betekenis van Tungri is nog niet precies achterhaald waardoor de verschillende verklaringen die de ronde doen slechts hypothetisch zijn. Een mogelijke verklaring wordt gezocht in het Keltische *tung dat "eed" betekent. Tungri zou dan "eedgenoten" betekenen en verwijzen naar de heterogene samenstelling van de stam. Een andere verklaring wordt gezocht bij het Oergermaanse *tangijan dat "samendrukken" betekent. Tungri zou dan verwijzen naar het verbond dat de verschillende stammen zijn aangegaan.

## Geschiedenis

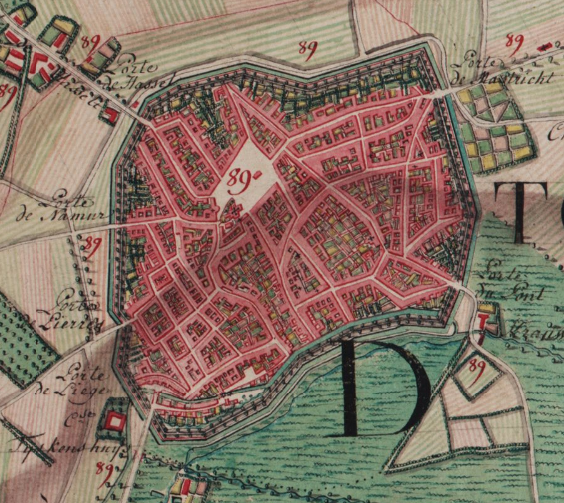
Tongeren op de Ferrariskaart

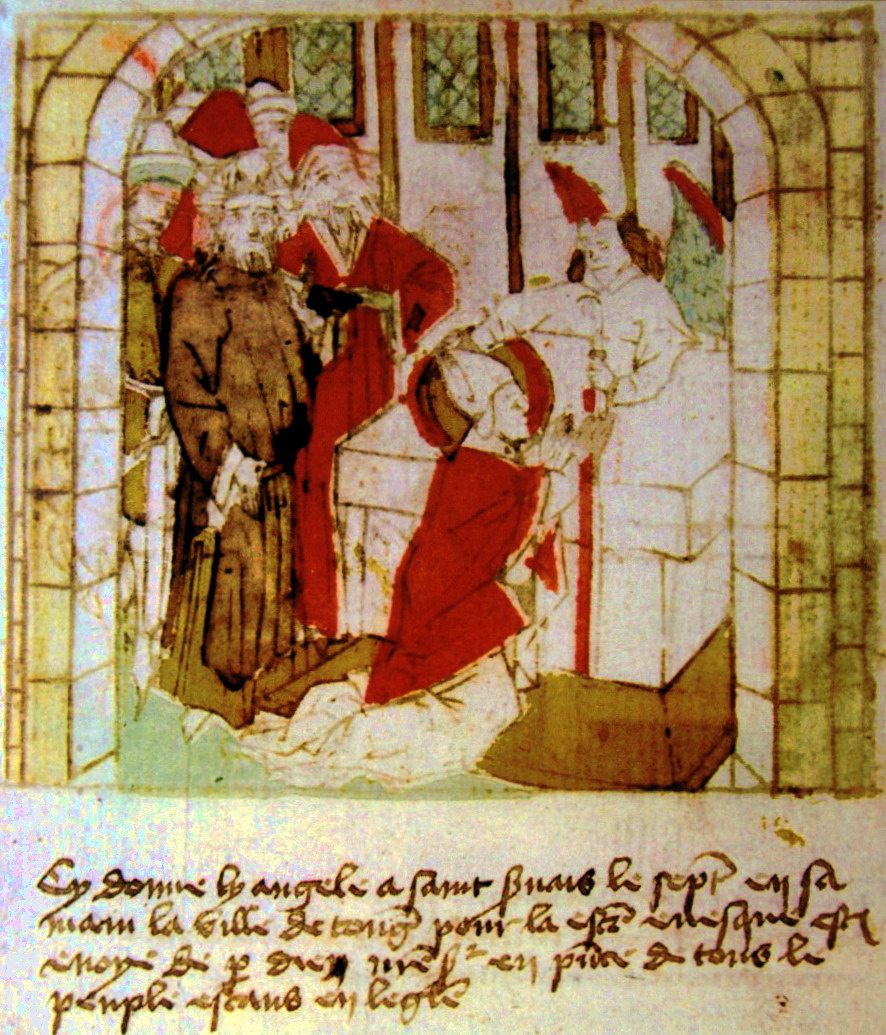
Servatius ontvangt te Tongeren de mijter en kromstaf uit handen van een engel

Tongeren ontwikkelde zich van een Romeins legerkamp tot een Gallo-Romeinse nederzetting. Voordat de Romeinen er in de 1e eeuw v.Chr. binnenvielen, werd het gebied rond de stad bewoond door de Eburonen. Nadat deze stam aan de top bijna helemaal was uitgeroeid door de Romeinen en het grootste deel van de rest als Toxandriërs naar de Kempen was verdreven, kregen de Tungri de toestemming zich in deze streek te vestigen. Tijdens de Romeinse aanwezigheid groeide Tongeren uit tot een belangrijke stad. Zo verwierf Atuatuca Tungrorum de status van municipium en werd de stad zelfs de hoofdplaats van een civitas. De sporen uit de Romeinse tijd beslaan een aaneengesloten terrein van ongeveer 2 km². Ze vormen daarmee het grootste aaneengesloten archeologisch complex van de Lage Landen.
In het begin van de 4e eeuw begon de kerstening van de Lage Landen. Een belangrijk figuur in deze tijd was Maternus, volgens de overlevering medeoprichter van het bisdom Tongeren. De bekendste bisschop van Tongeren was Servatius, die in Maastricht ligt begraven. Wanneer de bisschopszetel definitief werd overgebracht naar Maastricht, is niet bekend; in elk geval vóór het begin van de 6e eeuw. Na de Val van het West-Romeinse Rijk boette de stad aan belang in. Onder de Merovingen en Karolingen speelde Tongeren een onbeduidende rol.
Pas vanaf de 11e eeuw kende de stad weer een periode van economische heropleving dankzij haar centrale ligging in het prinsbisdom Luik. Op bestuurlijk vlak werden Tongeren en de omliggende plaatsen in de 12e eeuw benoemd tot een stadsvrijheid. Dit verschafte de stad een zekere vorm van autonomie. Na de Vrede van Fexhe in 1316 kreeg Tongeren als Goede Stad meer vrijheden en meer inspraak in het eigen bestuur.
Hoewel Tongeren deel uitmaakte van het neutrale prinsbisdom Luik, bleef de stad niet gevrijwaard van plunderingen en belegeringen. Na een lange periode van onrusten brak in de 17e eeuw een periode van rust en bloei aan, maar die werd in 1677 abrupt onderbroken toen Franse troepen de stadsomwalling opbliezen en brand stichtten in de binnenstad.
Ook in de 18e eeuw bleven verschillende legers Tongeren aanvallen. Tijdens de Spaanse en Oostenrijkse successieoorlogen werd er desondanks weinig schade aangericht en bleef men werken aan de heropbouw van de stad. Het einde van de 18e eeuw bracht grote veranderingen met zich mee voor Tongeren. De Nederlanden werden ingelijfd door Frankrijk en op bestuurlijk vlak werd de stad onderdeel van het departement Nedermaas. Voor het eerst in 1000 jaar was Tongeren niet meer verbonden met Luik.
In 1815 werd de stad onderdeel van het Koninkrijk der Nederlanden en in 1830 werd Tongeren uiteindelijk een Belgische stad. Bij de splitsing van Limburg in 1839 werd Tongeren de hoofdplaats van een gerechtelijk en bestuurlijk arrondissement.
In 1914 brak de Eerste Wereldoorlog uit en op 9 augustus 1914 werd de stad bezet door de Duitse troepen. De gevolgen van deze oorlog bleven echter beperkt tot materiële schade aan een tiental huizen en twaalf burgerslachtoffers. Op 24 november 1918 werd Tongeren bevrijd door de Belgische troepen.
Op 10 mei 1940, bij het begin van de Tweede Wereldoorlog, werden het station en de omliggende wijken gebombardeerd door Duitse vliegtuigen en werd er met scherp geschoten op een volle pendeltrein naar Luik. Op 8 september 1944 bereikten de geallieerden de stad en was Tongeren bevrijd. In de naweeën van de bezetting vielen in december 1944 nog enkele V-bommen rond Tongeren.
Vanaf de jaren 50 en 60 van de 20e eeuw werden nieuwe woonwijken buiten het stadscentrum aangelegd en veranderde Tongeren in een stad van diensten, zorg- en onderwijsinstellingen.

## Geografie
Tongeren ligt in het zuiden van de provincie Limburg nabij de taalgrens. In het oosten en noordoosten vormt de A13-E313 grotendeels de gemeentegrens met respectievelijk Riemst en Bilzen. In het zuiden is de taalgrens de scheidingslijn tussen Tongeren en de Waalse gemeentes Crisnée, Oerle, Awans, Juprelle en Bitsingen. Eveneens in het zuiden grenst de gemeente aan Herstappe, een van de twee Limburgse faciliteitengemeentes. In het westen grenst Tongeren aan de gemeentes Heers en Borgloon. De grens met Borgloon wordt deels bepaald door de Mombeek. Ten slotte liggen ten noorden van Tongeren de buurgemeentes Kortessem en Hoeselt.
De Euregiosteden Hasselt, Genk, Maastricht en Luik liggen alle binnen een straal van ongeveer 20 km rond Tongeren.

### Geologie en landschap

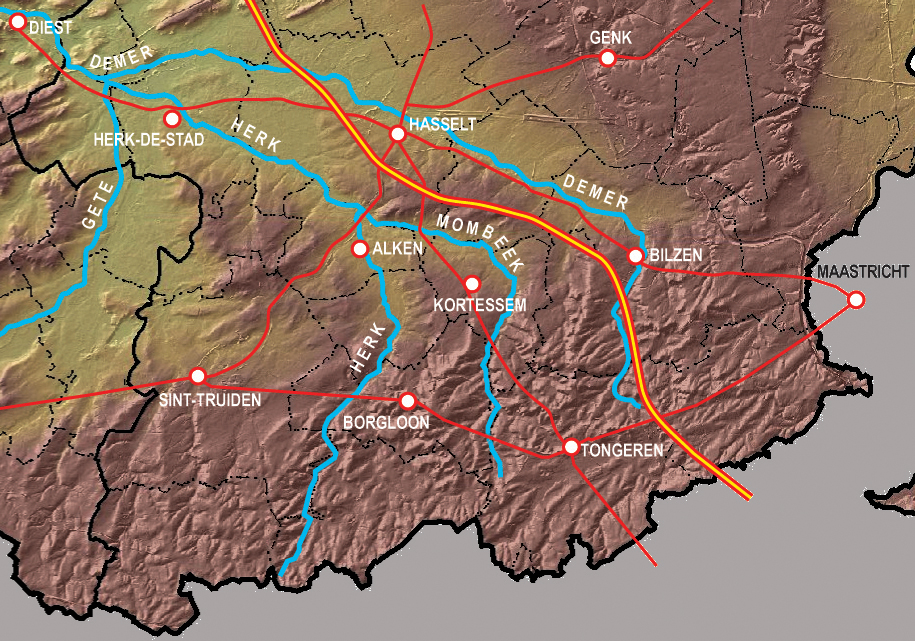
Reliëfkaart van Belgisch Zuid-Limburg

Het centrum van Tongeren ligt op de zuidelijke helling van een heuvel nabij de Jeker. De hoogte binnen de stadswallen stijgt van 87 m aan de oevers van de Jeker tot 105 m aan de uitvalswegen naar Hasselt en Bilzen. Ten noordwesten van het centrum zijn de hellingen van deze heuvel steiler en daalt de hoogte tot 75 m in de wijk Broek.
De noordelijke deelgemeentes van Tongeren liggen in de overgangszone tussen het lager gelegen Vochtig-Haspengouw en het Haspengouws plateau. De vochtige ondergrond bestaat er uit zand- en leemlagen boven op een kleilaag en is erg geschikt voor het telen van fruit. Het landschap wordt er getypeerd door vele beken, houtwallen, boomgaarden en holle wegen. De hoogte in dit gebied varieert van zo'n 60 m aan de oevers van de Mombeek ten westen van Kolmont tot 125 m bij de Galgenberg in de buurt van Berg.
De zuidelijke deelgemeentes liggen in de Jekervallei en behoren tot Droog-Haspengouw. De ondergrond bestaat er uit löss boven op een waterdoorlatende krijtlaag. Bijgevolg is de bodem er minder vochtig en treedt er minder erosie op waardoor het reliëf minder uitgesproken is. Het zacht glooiende landschap in Droog-Haspengouw wordt voornamelijk gekenmerkt door open akkers. De hoogte varieert er tussen 90 m en zo'n 145 m. Deze laatste hoogte wordt bereikt in de velden nabij de taalgrens ten zuiden van Vreren.
Dwars door de gemeente loopt eveneens de scheidingslijn tussen het Maas- en Scheldebekken, aangezien de Jeker rechtstreeks uitmondt in de Maas en de Demer via de Dijle en de Rupel in de Schelde stroomt. De Demerbron bevindt zich in Ketsingen, een gehucht ten oosten van Tongeren.

### Kernen
De fusiegemeente telt naast de stadskern nog 16 deelgemeenten: Berg, Diets-Heur, Henis, 's Herenelderen, Koninksem, Lauw, Mal, Neerrepen, Nerem, Overrepen, Piringen, Riksingen, Rutten, Sluizen, Vreren en Widooie. Op het grondgebied van de deelgemeente Tongeren liggen de gehuchten Blaar, Mulken en Offelken. Van deze drie gehuchten is Mulken het enige dat nog niet met de stadskern vergroeid is. Mulken wordt van de stadskern gescheiden door Beukenberg en de recreatiezone rond de oude Pliniusbron. Ook sommige deelgemeenten hebben een gehucht binnen hun grondgebied, zoals het gehucht Hamal in Rutten, Ketsingen in Berg, Klein-Mal in Mal, Kolmont in Overrepen en Verhenis in Henis.
Bron: Databank Provincies in cijfers

Opmerking: Het bevolkingsaantal is gebaseerd op de gegevens uit het rijksregister en wijkt daarom licht af van het definitieve bevolkingsaantal.

## Demografie

Bevolkingspiramide 2022

Tongeren heeft per 1 januari 2023 31.915 inwoners en is daarmee naar inwonertal de tiende gemeente van de provincie Limburg. In België is Tongeren naar inwonertal de 75e gemeente.

### Samenstelling
In 2016 zag de leeftijdsopbouw er als volgt uit; 19,2% was 19 jaar of jonger. De groep 20- tot en met 59-jarigen vormde 52,1% van de totale bevolking; dit percentage ligt 1,6% onder het Limburgse gemiddelde van 53,7%. 28,6% van de inwoners was 60 jaar of ouder. Dit percentage ligt 3% boven het Limburgse gemiddelde (25,6%). De combinatie van een laag geboortecijfer en een beperkte bevolkingsgroei de afgelopen decennia maakt dat de bevolking sneller vergrijst dan de rest van Limburg. In 2016 bedroeg de geslachtsverhouding van de Tongerse bevolking 49,25% mannen tegenover 50,75% vrouwen. Het aantal huishoudens lag datzelfde jaar op 13.236, dit kwam neer op 2,32 personen per huishouden. 13,28% van de totale bevolking werd gevormd door eenpersoonshuishoudens.
In 2016 was 5,68% van de inwoners niet in het bezit van de Belgische nationaliteit tegenover 9,72% in de provincie Limburg. Van deze groep waren 589 personen, oftewel 33,8% van het totaal aantal niet-Belgen, in het bezit van de Nederlandse nationaliteit. Deze cijfers geven echter geen informatie over de afkomst van de inwoners. Volgens cijfers uit 2016 was 14,8% van de Tongerse bevolking van niet-Belgische herkomst tegenover 25,5% voor de provincie Limburg. Bij de bevolking van 19 jaar of jonger lag dit percentage op 27,2% ten opzichte van 38,3% in Limburg. Van het totaal aantal inwoners van vreemde origine kwam de grootste groep, 56,1%, uit andere lidstaten van de Europese Unie.

### Demografische evolutie
In de middeleeuwen en tijdens het ancien régime schommelde de bevolking van de Tongerse stadsvrijheid tussen de 3000 en 7000 inwoners. De vrijheid, die reeds opgericht werd in de 12e eeuw, omvatte niet enkel de stadskern maar ook de plaatsen Berg, Blaar, Henis, Ketsingen, Lauw, Mulken, Neerrepen, Offelken, Piringen, Riksingen, Vrijhern en Widooie. In 1795 werd de Tongerse stadsvrijheid afgeschaft en vervangen door een kantonnale municipaliteit. In 1800 werd deze municipaliteit opgeheven en werden alle plaatsen – met uitzondering van Blaar, Mulken en Offelken – onafhankelijke gemeentes.
In de 19e eeuw kende de gemeente Tongeren een beperkte groei door de afwezigheid van grootschalige industrie. De bevolking verdrievoudigde van 3355 inwoners in 1799 naar 9346 inwoners in 1900. Deze geringe groei zette zich ook voort in de eerste helft van de 20e eeuw. Na de Tweede Wereldoorlog werden verschillende nieuwe wijken gebouwd buiten de stadskern, wat resulteerde in een sterkere groei tussen 1947 en 1961. De grootste bevolkingstoename van de gemeente Tongeren is echter te danken aan de fusiegolven van 1972 en 1977.
Voor de eerste fusie in 1972 had Tongeren 17.840 inwoners op een oppervlakte van 13,19 km². Bij de eerste fusie werden de gemeenten Berg, Henis, Koninksem, Neerrepen en Riksingen aangehecht, waardoor de bevolking steeg met 2588 eenheden en de oppervlakte toenam tot 33,67 km². Bij de grote fusie van 1977 werden de overige kernen aangehecht en kreeg de gemeente Tongeren zijn huidige vorm. Ook na de fusie bleef de Tongerse bevolking in beperkte mate groeien; het zou nog duren tot 2008 vooraleer de gemeente de kaap van de 30.000 inwoners bereikte.

### Demografische ontwikkeling voor de fusies
- Bronnen:NIS, Opm:1831 tot en met 1970=volkstellingen;

### Demografische ontwikkeling van de fusiegemeente
- Bron:NIS via GOM (2000 jaar Tongeren) & Geogids Tongeren – Opm:1831 t/m 1980 = volkstellingen; vanaf 1990 = inwoneraantal per 1 januari
- 1972: aanhechting Berg, Henis, Koninksem, Neerrepen en Riksingen (+20,48 km²)
- 1977: aanhechting overige kernen (+53,89 km²)
- Opmerking: De cijfers van 1831 t/m 1972 (donkerblauw) hebben betrekking op de huidige gemeente, inclusief deelgemeenten, zoals ontstaan na de fusie van 1 januari 1977.

| Inwoners van jaar tot jaar op 1 januari 1992 tot heden | Inwoners van jaar tot jaar op 1 januari 1992 tot heden | Inwoners van jaar tot jaar op 1 januari 1992 tot heden |
| jaar                                                   | Aantal                                                 | Evolutie: 1992=index 100                               |
| ------------------------------------------------------ | ------------------------------------------------------ | ------------------------------------------------------ |
| 1992                                                   | 29.488                                                 | 100,0                                                  |
| 1993                                                   | 29.569                                                 | 100,3                                                  |
| 1994                                                   | 29.672                                                 | 100,6                                                  |
| 1995                                                   | 29.788                                                 | 101,0                                                  |
| 1996                                                   | 29.798                                                 | 101,1                                                  |
| 1997                                                   | 29.864                                                 | 101,3                                                  |
| 1998                                                   | 29.803                                                 | 101,1                                                  |
| 1999                                                   | 29.798                                                 | 101,1                                                  |
| 2000                                                   | 29.723                                                 | 100,8                                                  |
| 2001                                                   | 29.598                                                 | 100,4                                                  |
| 2002                                                   | 29.621                                                 | 100,5                                                  |
| 2003                                                   | 29.690                                                 | 100,7                                                  |
| 2004                                                   | 29.531                                                 | 100,1                                                  |
| 2005                                                   | 29.635                                                 | 100,5                                                  |
| 2006                                                   | 29.687                                                 | 100,7                                                  |
| 2007                                                   | 29.806                                                 | 101,1                                                  |
| 2008                                                   | 29.885                                                 | 101,3                                                  |
| 2009                                                   | 29.938                                                 | 101,5                                                  |
| 2010                                                   | 30.042                                                 | 101,9                                                  |
| 2011                                                   | 30.301                                                 | 102,8                                                  |
| 2012                                                   | 30.557                                                 | 103,6                                                  |
| 2013                                                   | 30.631                                                 | 103,9                                                  |
| 2014                                                   | 30.655                                                 | 104,0                                                  |
| 2015                                                   | 30.677                                                 | 104,0                                                  |
| 2016                                                   | 30.720                                                 | 104,2                                                  |
| 2017                                                   | 30.865                                                 | 104,7                                                  |
| 2018                                                   | 31.032                                                 | 105,2                                                  |
| 2019                                                   | 30.996                                                 | 105,1                                                  |
| 2020                                                   | 31.142                                                 | 105,6                                                  |
| 2021                                                   | 31.224                                                 | 105,9                                                  |
| 2022                                                   | 31.562                                                 | 107,0                                                  |
| 2023                                                   | 31.915                                                 | 108,2                                                  |
| 2024                                                   | 32.138                                                 | 109,0                                                  |

## Cultuur

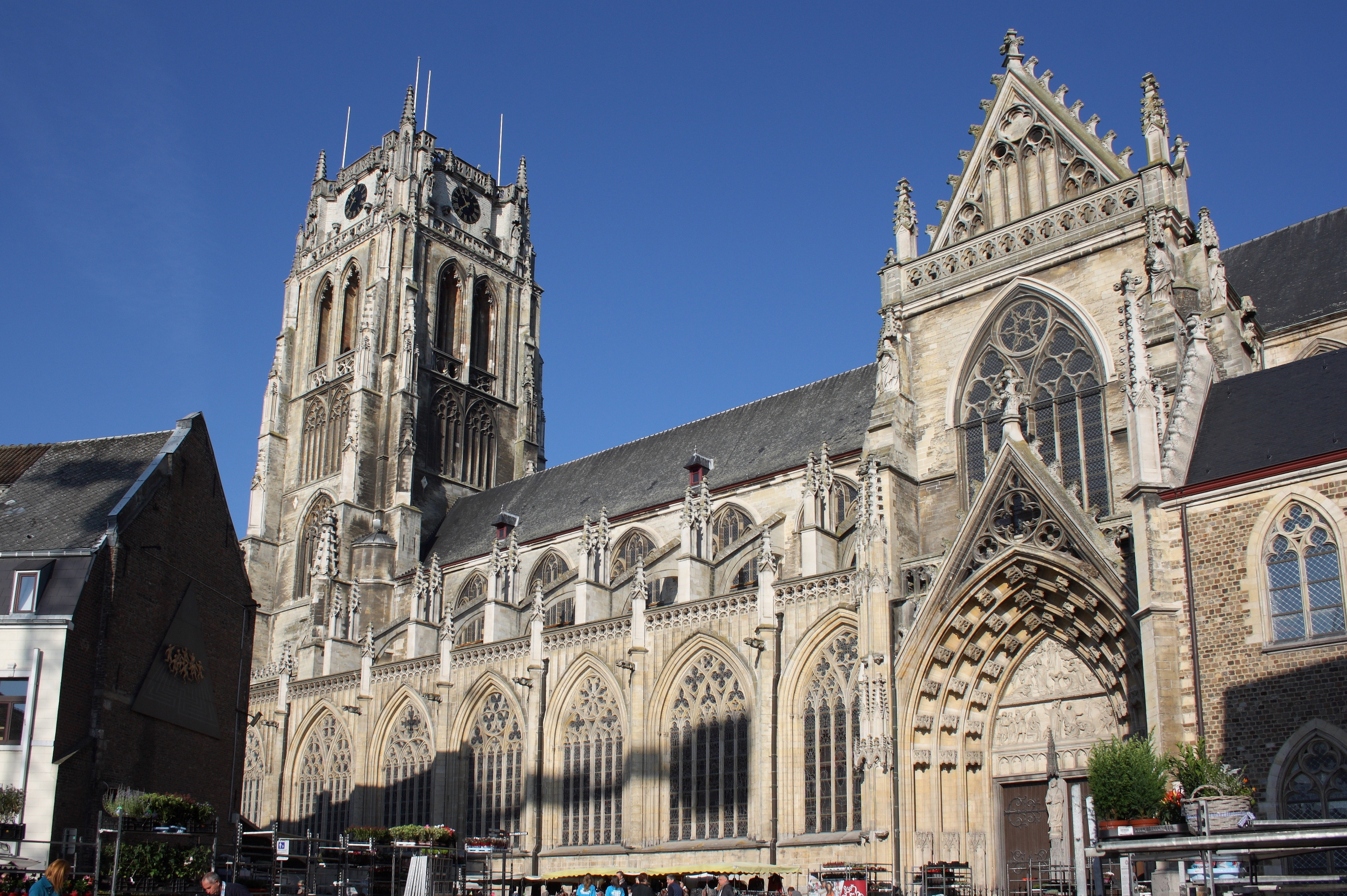
Onze-Lieve-Vrouwebasiliek

### Musea
Tongeren telt enkele musea, waarvan het Gallo-Romeins Museum wellicht het bekendste is. Al in de jaren 1850 verzamelde en toonde het Geschied- en Oudheidkundig Genootschap van Tongeren archeologische voorwerpen. In 1937 werd de collectie overgebracht naar het nieuwe Provinciaal Museum in Hasselt. In 1954 keerden de stukken terug naar Tongeren en opende het museum de deuren op zijn huidige locatie. Door het toenemend succes van het museum waren uitbreidingen nodig in 1958, 1970, 1992 en 2006.
De collectie van het museum is gericht op de Limburgse geschiedenis van de prehistorie tot het einde van het Romeinse Keizerrijk en bevat zo'n 170.000 stukken, waarvan er in de permanente tentoonstelling meer dan 2000 objecten worden getoond. Naast de permanente tentoonstelling worden ook tijdelijke tentoonstellingen georganiseerd zoals Neanderthalers in Europa en Sagalassos, city of dreams. In 2011 won het museum de European Museum of the Year Award; het was daarmee het eerste Belgische museum dat deze prijs ontving.
In 2016 opende in de voormalige kapittelzaal van de Onze-Lieve-Vrouwebasiliek het Teseum. Het museum toont een van de rijkste verzameling kerkschatten uit de Lage Landen.
De andere Tongerse musea zijn kleiner van opzet. Het Begijnhofmuseum Beghina bevindt zich een begijnenwoning uit 1660. Naast de vaste tentoonstelling over de geschiedenis van het Sint-Catharinabegijnhof worden er ook thematentoonstellingen georganiseerd. De Moerenpoort, een middeleeuwse stadspoort uit 1379, herbergt het wapenmuseum. Binnenin de poort bevinden zich drie kamers waar de bezoekers meer kunnen leren over het militaire verleden van Tongeren. Vanaf het platform boven op de toren heeft men een panoramisch zicht over de stad, het begijnhof en het natuurgebied De Kevie.

### Bezienswaardigheden

#### Religieuze bouwwerken
Onze-Lieve-Vrouwebasiliek
De Onze-Lieve-Vrouw-Geboortebasiliek is de hoofdkerk van Tongeren. De geschiedenis van deze kerk gaat terug tot de eerste eeuwen na Christus. Dit is de periode dat Servatius in bronnen genoemd wordt als bisschop van Tongeren. In de 9e eeuw stond op deze locatie een Karolingische kapittelkerk. Deze kerk werd in 881 verwoest door de Vikingen. Op de restanten van de afgebrande kerk werd in de 10e eeuw een Ottoonse kloosterkerk opgetrokken. Om beter beschermd te zijn tegen mogelijke invallen werd deze kerk omwald. Aan het begin van de 12e eeuw werd de Ottoonse kerk vervangen door een kerk in romaanse stijl. Na verwoestende belegeringen in 1180 en 1213 besloten de kanunniken een nieuwe kerk te bouwen.
In 1240 werd gestart met de bouw van de nieuwe kerk in gotische stijl. Het enige deel van de romaanse kloosterkerk dat bewaard is gebleven is de romaanse kloostergang achter de apsis van de huidige kerk. In diezelfde periode verlieten de kapittelbroeders het ommuurde klooster en vestigden ze zich in individuele woningen, de zogenaamde kanunnikenhuizen, in de voormalige kloostertuin aan de noordzijde van de kerk. Van de twaalf oorspronkelijke kanunnikenhuizen zijn er nog negen bewaard. Drie eeuwen later, in 1541, werd de bouw van de basiliek voltooid.
Op 20 februari 1931 werd de kerk door paus Pius XI verheven tot basiliek. In 1999 werd de Onze-Lieve-Vrouwebasiliek opgenomen op de werelderfgoedlijst van de UNESCO als onderdeel van Belforten in België en Frankrijk.

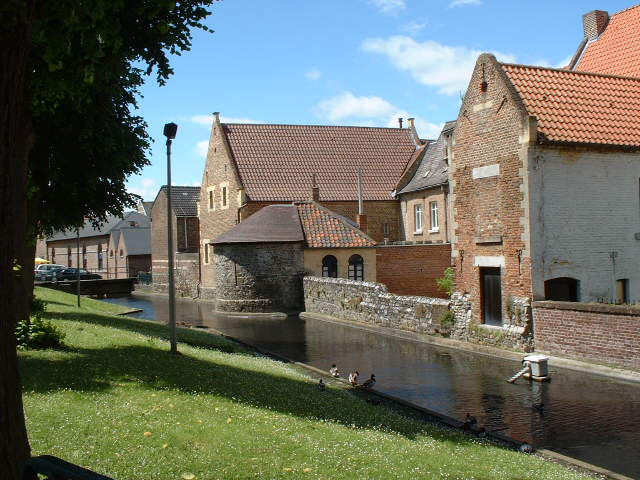
Sint-Catharinabegijnhof
Het oudste begijnhof van Tongeren bevond zich buiten de omwalling nabij de Kruispoort. In 1257 kregen de begijnen de toestemming van prins-bisschop Hendrik III van Gelre om zich te vestigen op een perceel binnen de omwalling. Het nieuwe begijnhof werd gebouwd langs de Jeker in de buurt van de Moerenpoort.
Centraal in het begijnhof staat de Sint-Catharinakerk. Deze vroeggotische kerk werd gebouwd in 1294 en werd tot 1999 gebruikt voor erediensten. De andere openbare gebouwen van het begijnhof bevinden zich aan de omwalling langs de Jeker. Het brouwhuis, de voormalige begijnhofbrouwerij, werd opgetrokken in Maaslandse renaissancestijl en stamt uit 1644. De infirmerie deed dienst als gasthuis en bestond reeds in 1264. Het huidige gebouw werd opgetrokken in 1659. Naast de infirmerie bevindt zich de Sint-Ursulakapel. De oudste kapel op deze plaats dateert eveneens uit 1264. Deze kapel was in 1687 te bouwvallig en werd vervangen door een kapel in barokke architectuur waarvan de bouw in 1701 werd voltooid. Naast deze openbare gebouwen zijn er nog vele begijnhofhuisjes uit de 17e en 18e eeuw bewaard gebleven. In 1998 werd het Sint-Catharinabegijnhof opgenomen op de werelderfgoedlijst van de UNESCO als onderdeel van de Vlaamse begijnhoven.

#### Romeinse overblijfselen

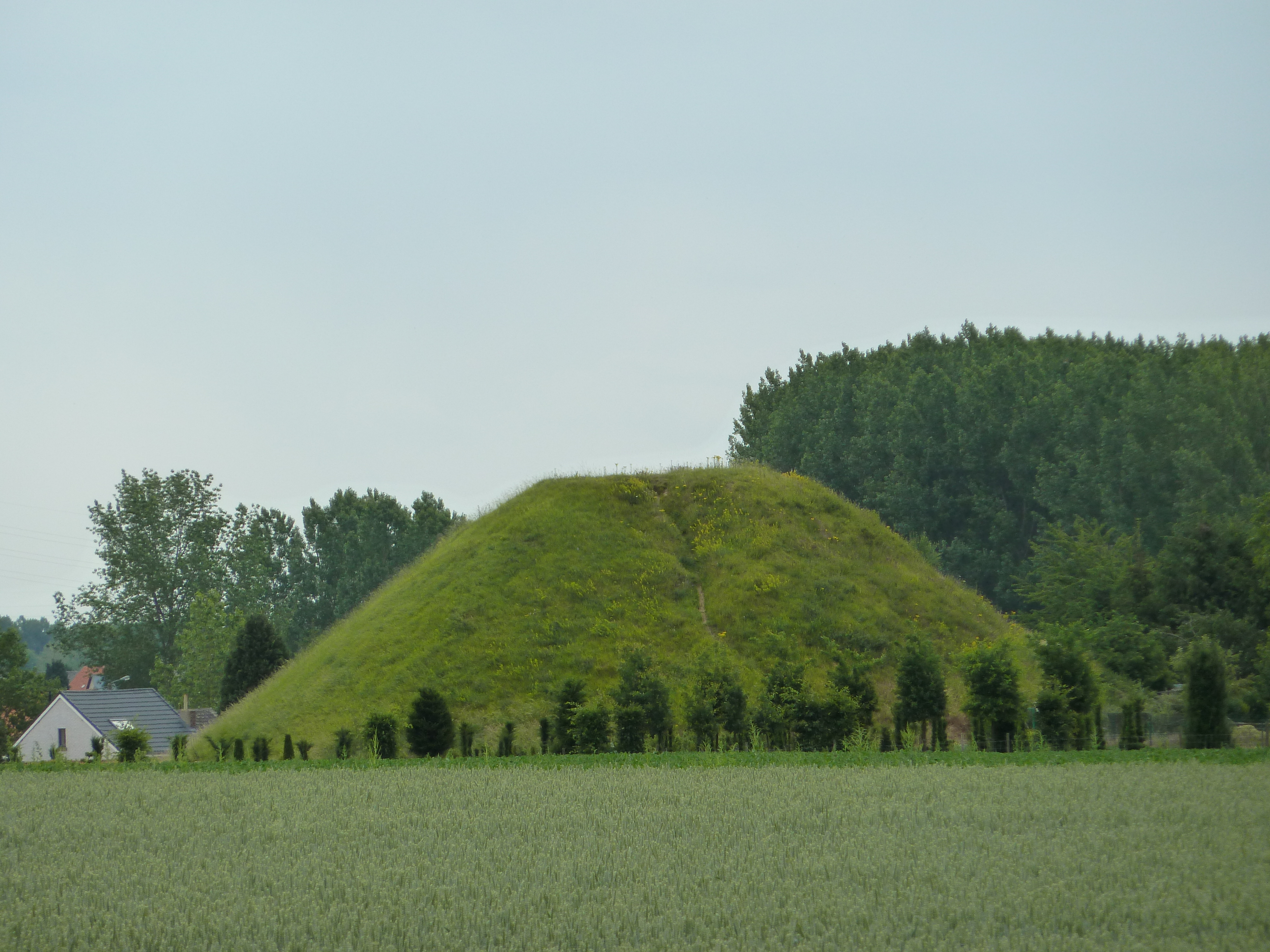
Tumulus van Koninksem (Paardsweidestraat)

De aanwezigheid van de Romeinen heeft voornamelijk sporen nagelaten in de Tongerse ondergrond. Er werden zowel restanten van openbare als private gebouwen in kaart gebracht tijdens archeologische opgravingen in en rond de stad. Slechts enkele overblijfselen zijn nog bovengronds zichtbaar.
Op het hoogste punt van de oude Romeinse stad bevinden zich de restanten van een Gallo-Romeins tempelcomplex. Niet ver van deze tempel bevinden zich de uitlopers van het Romeinse aquaduct uit de 1e eeuw dat het water van de Mombeek naar de stad leidde over een afstand van zes kilometer. Bij de eerste kilometers van het aquaduct kon men gebruikmaken van het natuurlijk verval van het landschap. Bij de laatste kilometers van het aquaduct moest een grote aarden wal worden opgeworpen om een kleine vallei te overbruggen. Deze aarden wal is nu begroeid en vormt het bos van Beukenberg. Daarnaast bevindt zich in Tongeren de Pliniusfontein, een ijzerhoudende bron die sinds de 16e eeuw wordt vereenzelvigd met een bron die Plinius de Oudere beschreef in zijn Naturalis historia.
Bij de Romeinen was het de gewoonte hun doden buiten de stadsmuren te begraven. De meeste burgers werden begraven op een gemeenschappelijke begraafplaats, maar voor vooraanstaande burgers werden grafheuvels opgeworpen. Van deze grafheuvels, ook tumuli genoemd, zijn er langs de Via Belgica tientallen opgericht waarvan er drie op het huidige grondgebied van Tongeren liggen; de Herstappeltombe en de tumuli van Koninksem aan de Paardsweidestraat en de Romeinse Kassei.

#### Stadsomwallingen
Romeinse omwallingen

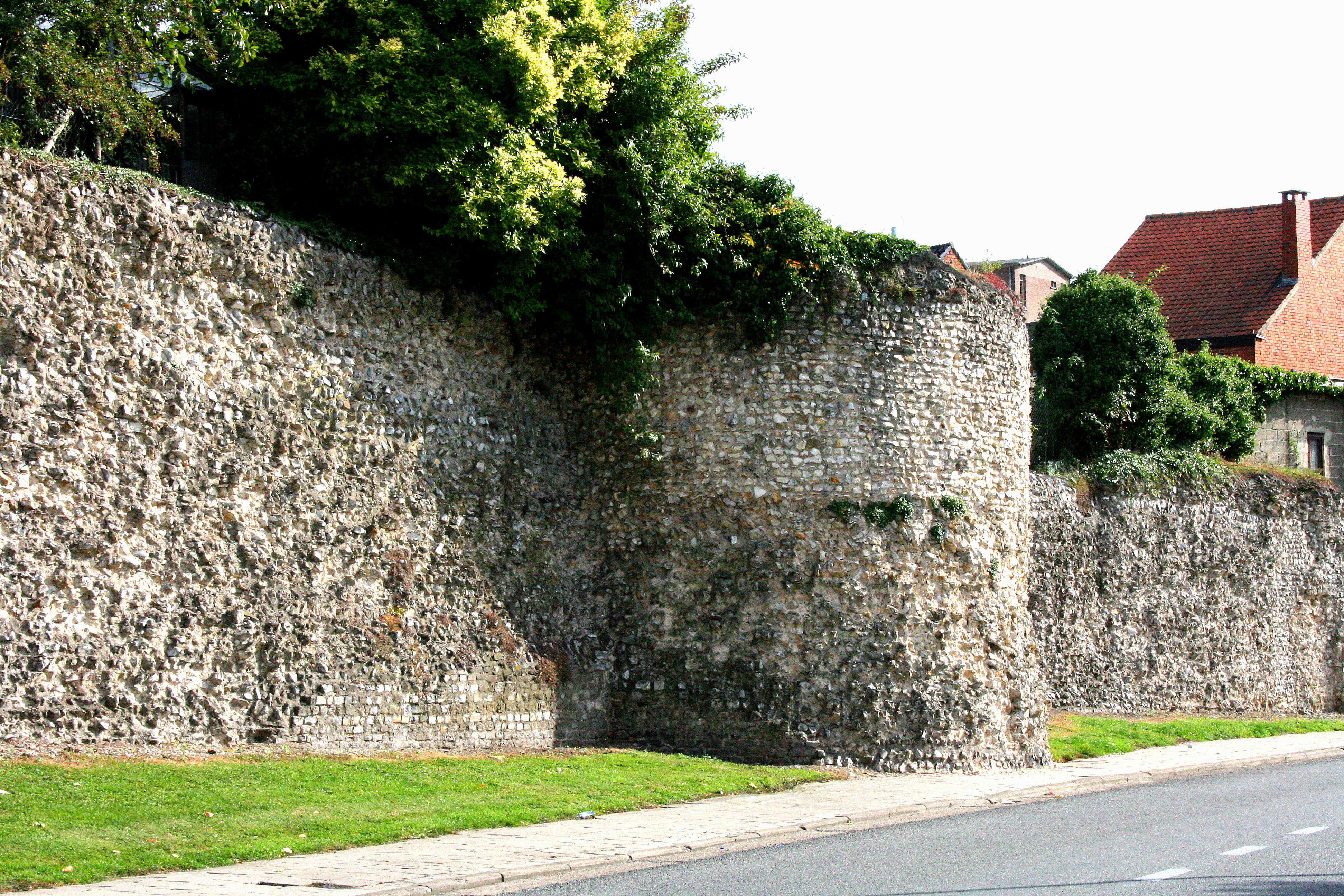
Romeinse muur

De eerste stenen Romeinse omwalling van Tongeren werd gebouwd tijdens het keizerschap van Trajanus aan het begin van de 2e eeuw. Deze omwalling had een lengte van 4544 m, een dikte van 2,10 m en werd langs de buitenzijde beschermd door één tot drie V-vormige verdedigingsgrachten. Het is opvallend dat de omwalling van Tongeren ruim 500 m langer was dan de omwalling van Colonia Claudia Ara Agrippinensium, de hoofdplaats van de provincie Germania Inferior waartoe ook Tongeren behoorde. Aangezien de omwalling opgetrokken werd tijdens een periode van relatieve rust, was dit bouwwerk veeleer een statussymbool dan een verdedigingswerk. Bij de bouw van de omwalling werd gebruikgemaakt van silex voor de kern en zandsteen voor de bekleding. In latere eeuwen werd de bekleding van de omwalling gebruikt als bouwmateriaal voor andere gebouwen. De delen van de Romeinse muur die nu nog zichtbaar zijn tonen enkel de kern van silex. Van deze omwalling is nog zo'n 1500 m zichtbaar.
De tweede stenen Romeinse omwalling werd gebouwd tijdens het keizerschap van Constantijn de Grote aan het begin van de 4e eeuw. Deze omwalling was slechts 2680 m lang, had een dikte van 3,20 m en om de 20 m werden weertorens opgetrokken. Deze omwalling moest de inwoners beschermen tegen invallen van de Franken en de Vandalen. In het noordwesten van de stad liep de tweede omwalling samen met de eerste omwalling zodat de tempel en de aansluiting van het aquaduct nog binnen de stadsmuren vielen. Het tracé van deze omwalling liep dwars door het huidige centrum en werd in de middeleeuwen tot in de fundering uitgebroken. Het enige overblijfsel van deze omwalling is de torenbasis onder het Vrijthof.
Middeleeuwse omwalling

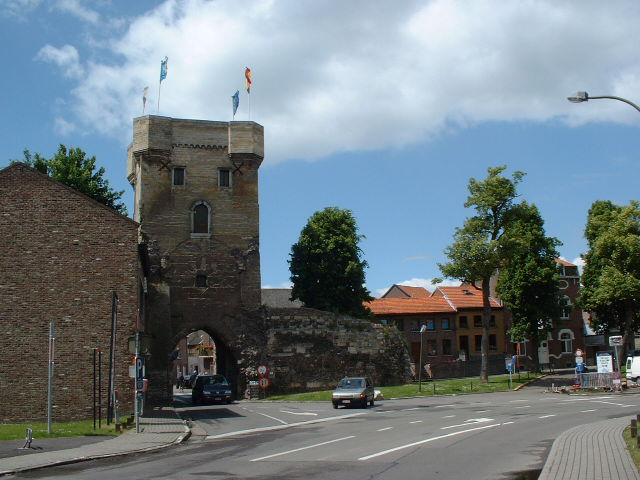
Moerenpoort

In de 12e eeuw was de tweede Romeinse omwalling in verval geraakt en was de stad niet langer beschermd tegen invallen van rondtrekkende legers. Na de plunderingen en daaropvolgende stadsbranden van 1180 en 1213 werd besloten een nieuwe omwalling te bouwen. De bouw van de werken werd aangevat rond 1240 en verliep in verschillende fases.

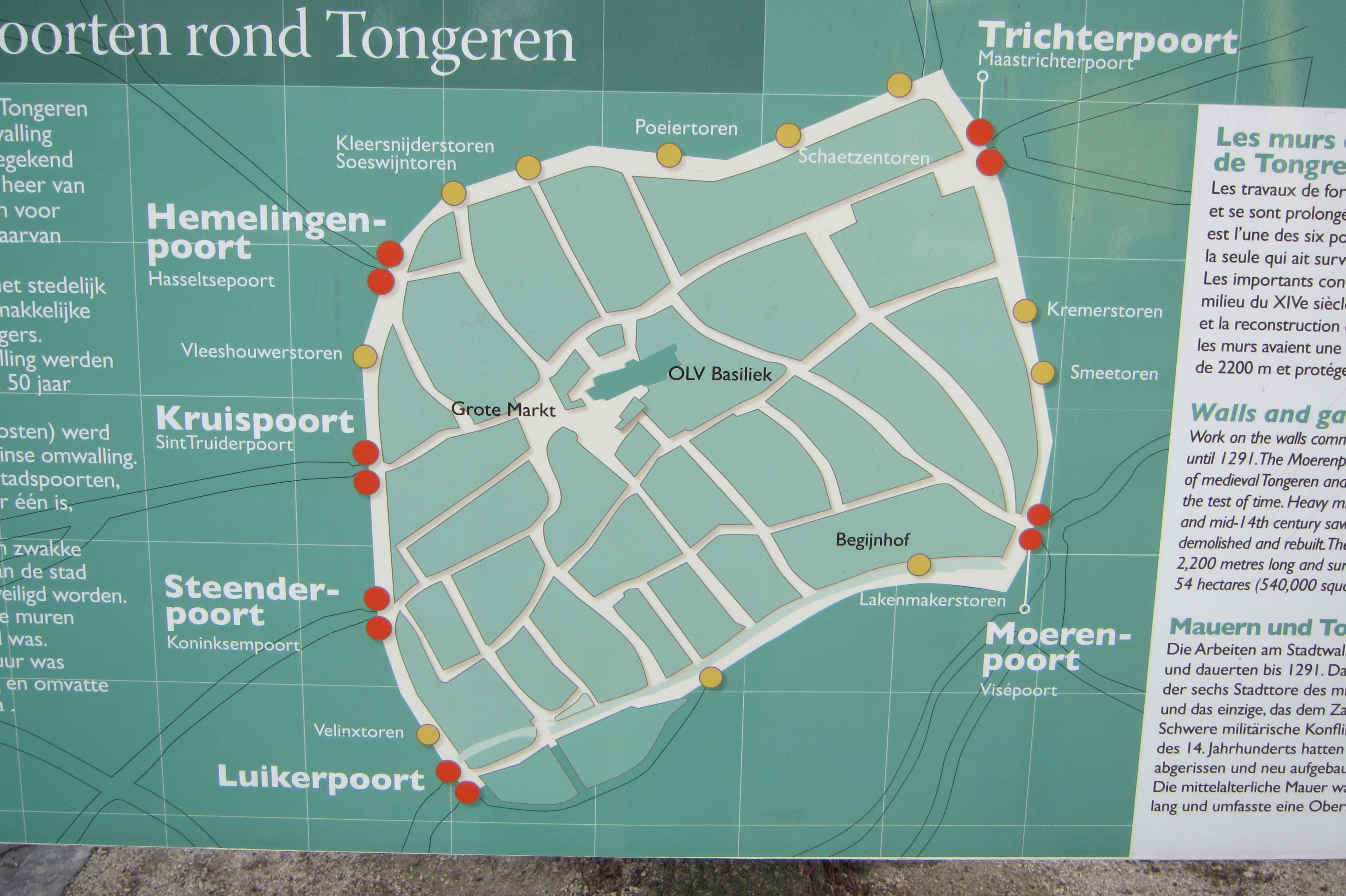
De poorten en torens van Tongeren

In een eerste fase werd de handelskern ten westen van de kloosterkerk versterkt. Aan de oost- en zuidzijde van deze kern werd de tweede Romeinse omwalling hersteld. Aan de west- en noordzijde werd een nieuwe stadsmuur gebouwd zodat de handelskern volledig omsloten werd. In een tweede fase werd ten oosten van de kloosterkerk een stadsmuur opgetrokken zodat ook de bewoners van de oostelijke delen van de stad beschermd werden. Ter hoogte van de Leopoldwal werd deze stadsmuur gebouwd op de funderingen van de eerste Romeinse omwalling. In een derde fase werd aan de zuidzijde een verdedigingsmuur opgetrokken langs de Jeker zodat de omwalling werd vervolledigd. Omstreeks 1290 was de middeleeuwse omwalling voltooid en werden de delen van de tweede Romeinse omwalling die door het centrum liepen afgebroken. De middeleeuwse omwalling had een lengte van zo'n 2700 m en de ommuurde oppervlakte bedroeg 0,54 km².
Nadat de stadswal was voltooid, lag het leerlooierskwartier aan de overzijde van de Jeker als enige stadswijk niet binnen de muren. Om hun buurt te beschermen kregen de bewoners de toestemming om een aarden wal op te werpen. Pas aan het begin van de 16e eeuw werd de omwalling uitgebreid zodat ook het leerlooierskwartier binnen de stadsmuren kwam te liggen.
De middeleeuwse omwalling telde zes poorten waarvan enkel de Moerenpoort (of Visépoort) bewaard is gebleven. De overige stadspoorten, de Hemelingenpoort (of Hasseltsepoort), de Kruispoort (of Sint-Truiderpoort), de Steenderpoort (of Koninksempoort), de Luikerpoort en de Trichterpoort (of Maastrichterpoort) werden afgebroken in de 19e eeuw. Daarnaast telde de middeleeuwse muur ook verschillende versterkte torens waarvan er nu nog zes bestaan; de Smeetoren, de Cremertoren, de Schaetzentoren, de Poeiertoren, de Velinxtoren en de Lakenmakerstoren.

#### Overige bezienswaardigheden

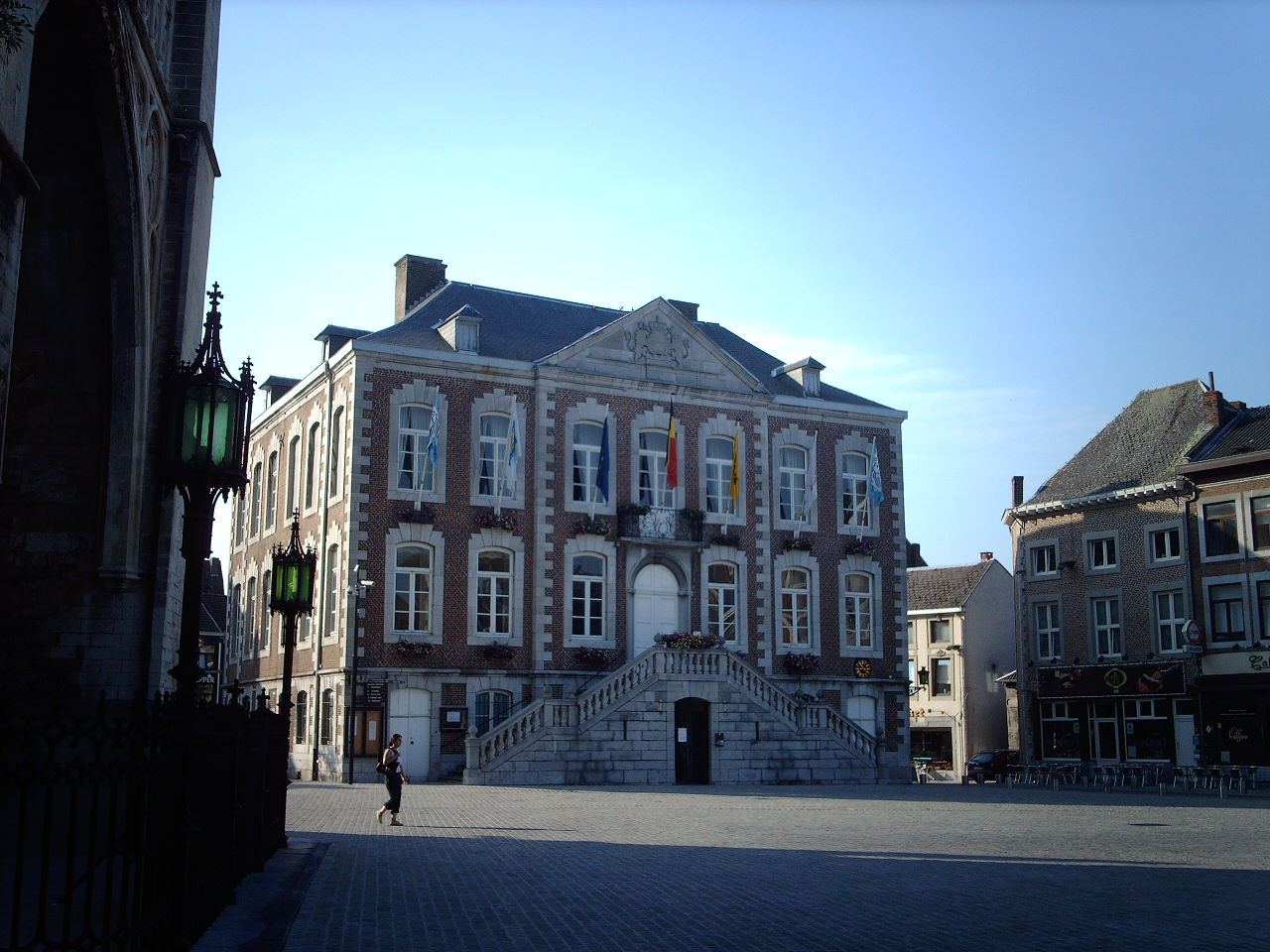
Stadhuis van Tongeren

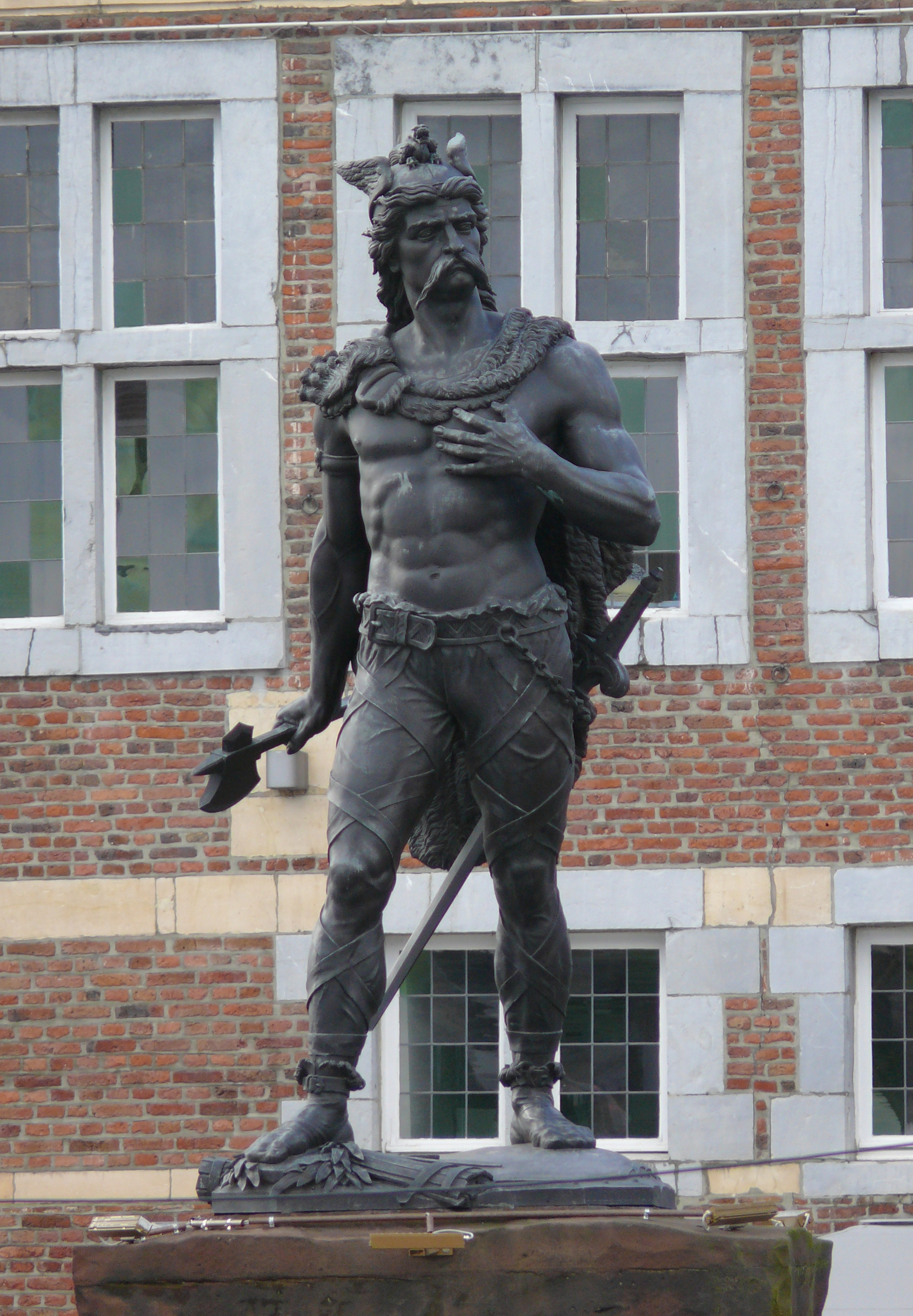
Standbeeld van Ambiorix

Het centrale plein van Tongeren wordt gevormd door de Grote Markt en het Stadhuisplein. In het midden van de Grote Markt bevindt zich het standbeeld van Ambiorix. Dit standbeeld van de hand van Jules Bertin werd in 1866 ingehuldigd door koning Leopold II en zijn echtgenote koningin Marie Henriëtte. Op de plaats van het standbeeld stond voorheen het perroen dat verhuisde naar Plein, een plein aan de zuidzijde van de Grote Markt. Het Stadhuisplein wordt aan de oostzijde geflankeerd door de toren van de Onze-Lieve-Vrouwebasiliek. Aan de zuidzijde van dit plein bevindt zich het stadhuis van Tongeren dat werd opgetrokken in 1737. Tijdens de Tweede Wereldoorlog werd de huizenrij die tussen de Grote Markt en het Stadhuisplein stond, gebombardeerd waardoor sindsdien beide pleinen een geheel vormen.
Het Munthuis is een herenhuis opgetrokken in een laatgotische renaissancestijl. De oudste gedeelten van dit gebouw gaan terug tot 1475. Hoewel de naam anders doet vermoeden, werden in dit gebouw geen munten geslagen. Dat gebeurde in een gebouw aan de overzijde van de straat.
De enige overgebleven vakwerkhuizen zijn Huis Dommershausen uit de 15e eeuw, gelegen aan de Maastrichterstraat, en het Spaans Huis uit de 17e eeuw, gelegen aan de Muntstraat.
Binnen de stadsmuren bevinden zich twee Biessenhuysen, dit waren refuge- en rentmeestershuizen die verbonden waren met Alden Biesen, een vroegere landcommanderij van de Duitse Orde. Het Biessenhuys aan de Hemelingenstraat werd gebruikt van de 14e eeuw tot 1661. Vanaf 1661 huisde het Biessenhuys in een gebouw aan de Moerenstraat. Na de Franse Revolutie werd het Biessenhuys openbaar verkocht.
De gevangenis van Tongeren was in 1844 de eerste celgevangenis in België. Tot 2005 fungeerde het gebouw als penitentiaire inrichting. Na de sluiting van de gevangenis werd het gebouw gebruikt voor verschillende doeleinden; het gebouw deed dienst als museum en werd gebruikt voor culturele evenementen. Vanaf 2009 doet het gebouw dienst als jeugdgevangenis.

### Theater en muziek
Het cultureel centrum De Velinx werd op 28 mei 1994 geopend en huisvest naast de bibliotheek en de cultuurdienst van de stad Tongeren ook een schouwburg. De Velinx beschikt over een polyvalente zaal die aangepast kan worden naargelang het aantal toeschouwers. De zaal heeft een capaciteit van 594 zitplaatsen. Een andere locatie waar men terechtkan voor allerhande voorstellingen is de schouwburg van de Koninklijke Muziekmaatschappij Casino. Deze culturele vereniging, waarvan de geschiedenis teruggaat tot 1750, beschikt over een authentieke schouwburg die dateert uit 1846 en rond 1920 versierd werd met art-nouveau- en art-deco-elementen. De schouwburg Casino biedt plaats aan zo'n 500 toeschouwers.
Het jaarlijkse muziekevenement Festival van Vlaanderen bestaat sinds 1972 en vindt zijn oorsprong in de Basilicaconcerten die sinds 1958 plaatsvonden in Tongeren. Tot 2012 was het Limburgse luik van het Festival van Vlaanderen gekend onder de naam Basilica Festival van Vlaanderen. Sinds 2012 heet het festival B-Classic en werd het aanbod aan activiteiten uitgebreid. Het festival organiseert het ganse jaar door culturele evenementen op verschillende locaties in en rond Tongeren.

### Evenementen
De Kroningsfeesten zijn het grootste evenement dat in Tongeren plaatsheeft. De zevenjaarlijkse feesten gaan terug tot de 14e eeuw en werden door de Fransen verboden in 1790. Honderd jaar later, in 1890, blies Mgr. Doutreloux de feesten nieuw leven in. Tijdens de feesten trekken verschillende ommegangen door de stad en worden op de Grote Markt avondspelen gebracht. De 18e editie van de Kroningsfeesten vond plaats in juli 2016. Deze editie telde meer dan 3000 deelnemers en trok meer dan 350.000 bezoekers verspreid over vier dagen. De eerstvolgende Kroningsfeesten zullen plaatsvinden in 2023.
Doorheen het jaar staan er in de gemeente Tongeren verschillende kermissen. Het merendeel van deze kermissen zijn dorps- en wijkkermissen, vaak duren deze kermissen één weekend en staan er slechts enkele kermiskramen. De grootste kermis is de septemberfoor en start het eerste weekend na het feest van Maria-Geboorte op 8 september. De septemberkermis duurt een week en telt meer dan 100 attracties.
Daarnaast zijn er nog tal van andere evenementen zoals de Ambiorixfeesten, de bierfeesten, carnaval, het straattheaterfestival...

### Parken en recreatiegebieden
In Tongeren bevinden zich enkele parken en recreatiegebieden. Het grootste stadspark is De Motten in de gelijknamige wijk ten zuiden van het stadscentrum. In 1958 werd begonnen met de uitbouw van dit stadspark, voorheen was dit een moerassig gebied nabij de oevers van de Jeker. De Motten is onderverdeeld in een gebied bestemd voor recreatie en een gebied bestemd voor sportieve activiteiten. Het recreatieve gedeelte omvat onder andere het CC De Velinx met aangrenzend de kleine visvijver, een grote vis- en roeivijver, een dierenpark, een verkeerspark, een speeltuin en een minigolfbaan. Het gedeelte voor sportieve activiteiten bestaat uit een atletiekbaan met faciliteiten voor verschillende atletiekdisciplines en een Finse piste. Daarnaast bevinden er zich ook nog een skatepark, tennis- en basketbalvelden.
Langs de restanten van de middeleeuwse stadsmuur zijn op verschillende plaatsen wandelzones aangelegd. Ter hoogte van de Elfde Novemberwal en de Leopoldwal loopt er een wandelpad zowel op als langs de omwalling. Dit pad loopt via de Moerenpoort, het Sint-Catharinabegijnhof en de gevangenis van Tongeren door tot aan het stadspark De Motten.
In de onmiddellijke omgeving van het stadscentrum bevinden zich ook enkele natuurgebieden zoals het Pliniuspark op de terreinen van het voormalige attractiepark Land van Ooit, het kunstmatige bos van Beukenberg op de uitlopers van een Romeins aquaduct en de spoorwegzate van de voormalige fruitspoorlijn.
Het grootste natuurgebied in Tongeren is het landschapspark van de Oostelijke Jeker. Dit gebied wordt beheerd door Natuurpunt en heeft een oppervlakte van 200 ha. Het landschapspark is onderverdeeld in vier reservaten. De Kevie ligt centraal en wordt ook gebruikt om het ganse gebied aan te duiden. De overige reservaten zijn de Beemden, het Hardel en de Meersen.

## Economie

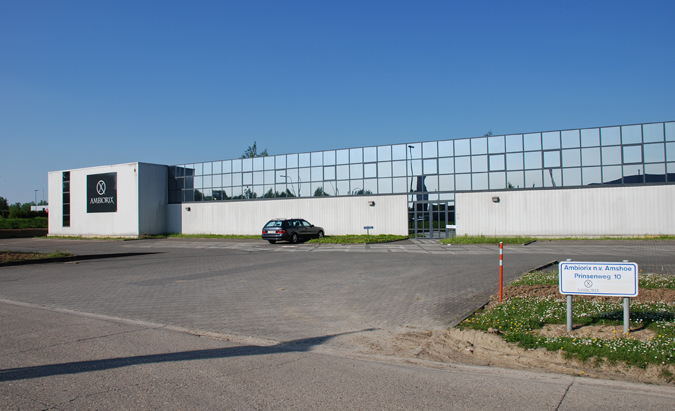
Schoenen Ambiorix

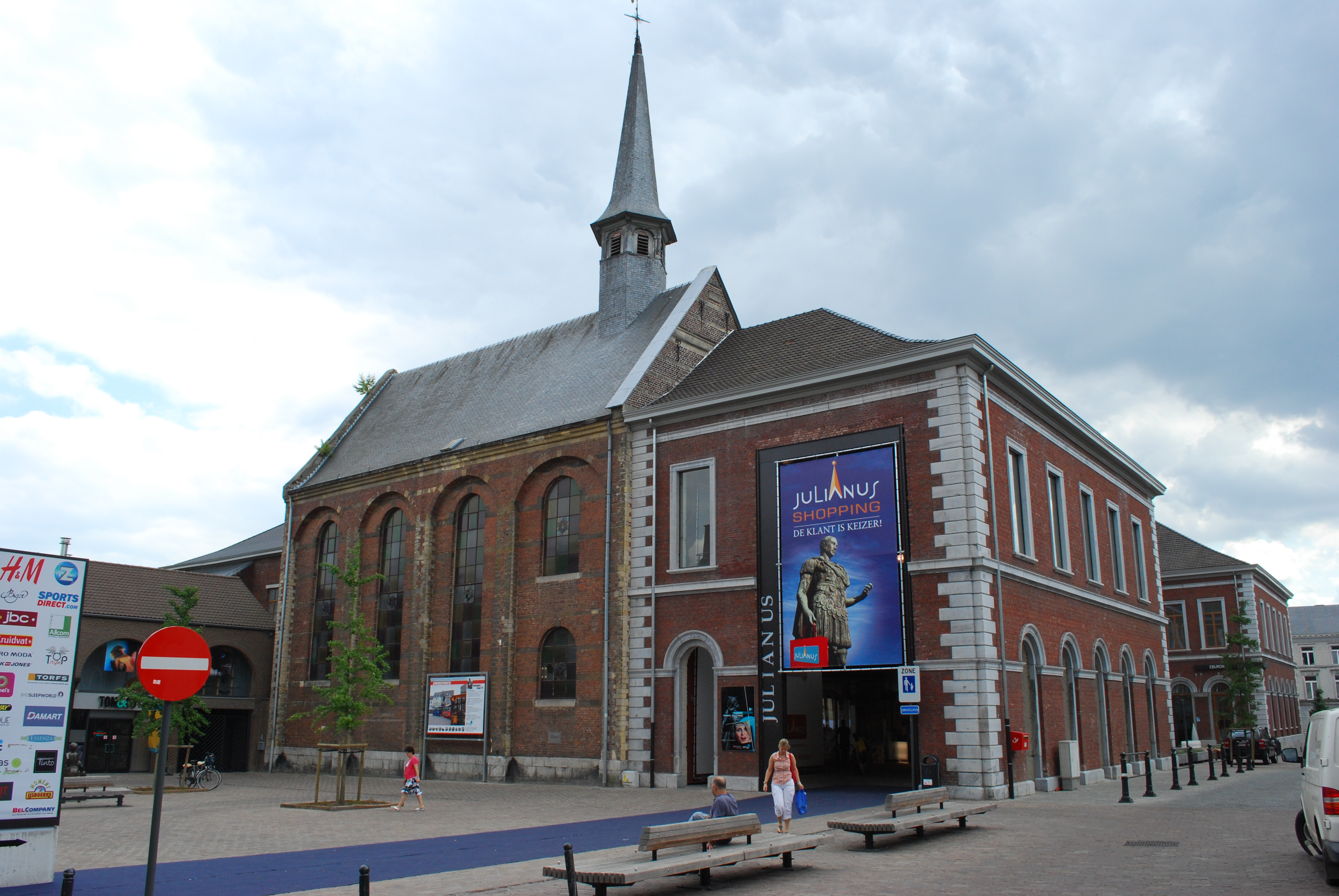
Shopping Julianus in het Sint-Jacobsgasthuis

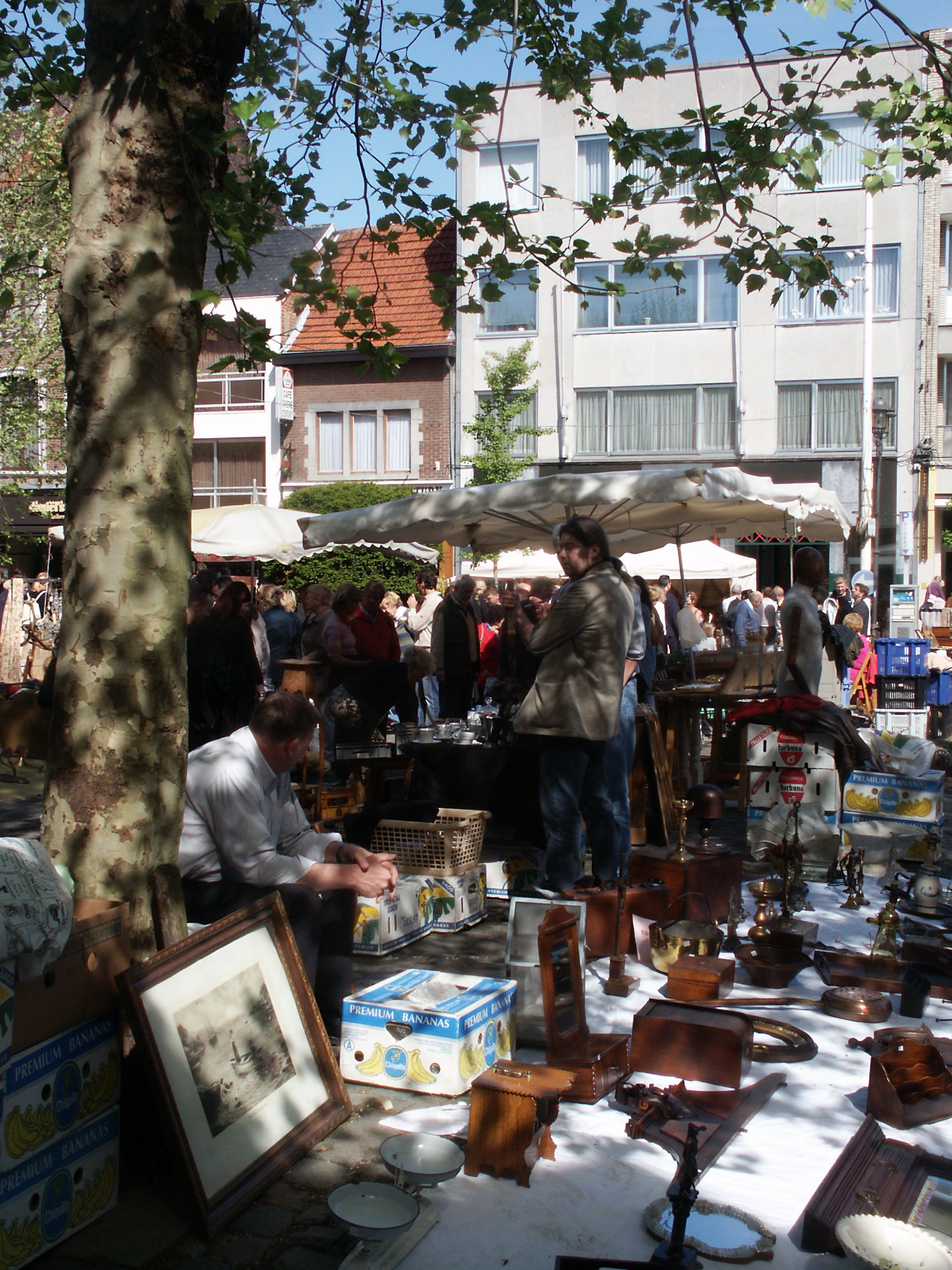
Antiekmarkt

Per 1 januari 2016 telde de gemeente Tongeren 2388 belastingplichtige ondernemingen die vooral werkzaam zijn in de dienstensector zoals winkels, horeca, zakelijke dienstverleners en publieke instellingen zoals scholen en overheidsinstellingen. Daarnaast vormt toerisme een belangrijke bron van inkomsten voor de Tongerse economie.

### Bedrijvigheid
Vanaf de jaren 1970 werd begonnen met de uitbouw van industriegebieden voor voornamelijk kleine en middelgrote ondernemingen. Tegenwoordig telt Tongeren drie bedrijventerreinen die werk verschaffen aan meer dan 2500 mensen;
- Het oudste bedrijventerrein heet Overhaem en werd ontwikkeld in de jaren 1970. Overhaem bevindt zich ten zuiden van het stadscentrum en wordt begrensd door de Luikersteenweg in het westen en spoorlijn 34 in het oosten. Het terrein heeft een oppervlakte van 79 ha.
- Het bedrijventerrein Tongeren-Oost werd ontwikkeld aan het einde van de jaren 1980 en het begin van de jaren 1990. Tongeren-Oost bevindt zich aan de Maastrichtersteenweg nabij de afrit aan de A13-E313. Het terrein is in 2007 uitgebreid tot een oppervlakte van 150 ha. Tongeren-Oost trekt voornamelijk logistieke bedrijven aan waaronder Black & Decker, Bose Corporation en SKF.[30]
- Tongeren-Noord is het kleinste van de drie bedrijventerreinen. Deze kmo-zone ligt nabij de Hasseltsesteenweg en het tracé van de voormalige spoorlijn 23. De totale oppervlakte van Tongeren-Noord bedraagt 10 ha en huisvest een tiental kleine ondernemingen.

### Winkels en markten
Het grootste deel van de winkels in de binnenstad is gevestigd langs de as Sint-Truiderstraat-Grote Markt-Maastrichterstraat. Dankzij de erkenning van Tongeren als toeristisch centrum mogen de winkels bovendien een aantal zondagen per jaar open zijn en kan elke eerste zondag van de maand een koopzondag gehouden worden.
Tongeren telt twee wekelijkse markten. De wekelijkse buurtmarkt gaat door op donderdag van 8u tot 13u op en rond de Grote Markt. De andere wekelijkse markt is de antiek- en brocantemarkt op zondag van 7u tot 13u. Deze markt vindt al meer dan dertig jaar plaats en is uitgegroeid tot de grootste antiek- en brocantemarkt van de Benelux. Naast de twee wekelijkse markten worden ook drie jaarlijkse markten gehouden; op de vooravond van Hemelvaartsdag wordt tussen 18u en 22u een avondmarkt gehouden, elke tweede zondag van augustus wordt van 10u tot 18u een boekenmarkt gehouden in het begijnhof en tijdens de septemberkermis wordt op donderdag een braderie georganiseerd.

### Toerisme
Het toerisme wint aan belang in Tongeren. In de periode tussen 2007 en 2015 is het aantal overnachtingen toegenomen met 34%. In 2015 lag het aantal overnachtingen op 41.649. In 2012 bedroeg de gemiddelde verblijfsduur 1,7 nachten. Dit cijfer toont aan dat Tongeren het vooral van dagtoerisme of korte verblijven moet hebben.
De stad kent in hoofdzaak twee soorten toerisme; enerzijds is er cultuurtoerisme, anderzijds is er plattelandstoerisme. Het Gallo-Romeins museum en de antiekmarkt zijn de belangrijkste trekpleisters, samen trekken beide attracties jaarlijks meer dan 500.000 bezoekers. Door het toenemend succes van het plattelandstoerisme verkennen meer toeristen al wandelend of fietsend het Haspengouwse landschap.

### Werk en inkomen
De inwoners van Tongeren werken vooral in de handel, de zakelijke dienstverlening, bij overheidsinstellingen, in het onderwijs en in de gezondheids- en welzijnszorg. De overige inwoners werken in sectoren zoals de bouwnijverheid, horeca en transport. In 2014 bood de gemeente 13.406 arbeidsplaatsen en had een potentiële beroepsbevolking van 18.381 personen. De jobratio bedroeg bijgevolg 72,9%. De werkzaamheidsgraad van de Tongerse bevolking bedroeg in datzelfde jaar 69,8%. Van de mannelijke bevolking was 73,9% werkzaam, bij de vrouwelijke bevolking was 65,6% werkzaam. In 2013 was 9% van de totale beroepsbevolking werkloos. Bij jongeren (-25) liep de werkloosheidsgraad op tot 21,2% tegenover 16,9% in Vlaanderen.
Het gemiddeld besteedbaar inkomen per huishouden bedroeg in 2013 €29.779, dit bedrag ligt bijna €2500 onder het Vlaams gemiddelde van €32.275. Het gemiddeld besteedbaar inkomen per persoon met 52 weken inkomen bedroeg €17.475, het Vlaams gemiddelde bedroeg hier €18.163.

## Verkeer en vervoer

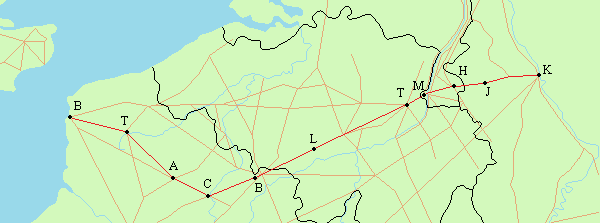
Op de kaart staan langs de Via Belgica vanaf het Kanaal (links) tot aan de Rijn (rechts) met een letter aangegeven: Boulogne-sur-Mer, Therouanne, Arras, Cambrai, Bavay, Liberchies, Tongeren, Maastricht, Heerlen, Julich en Keulen. Ten noorden daarvan loopt de heirbaan Tongeren-Bonen.

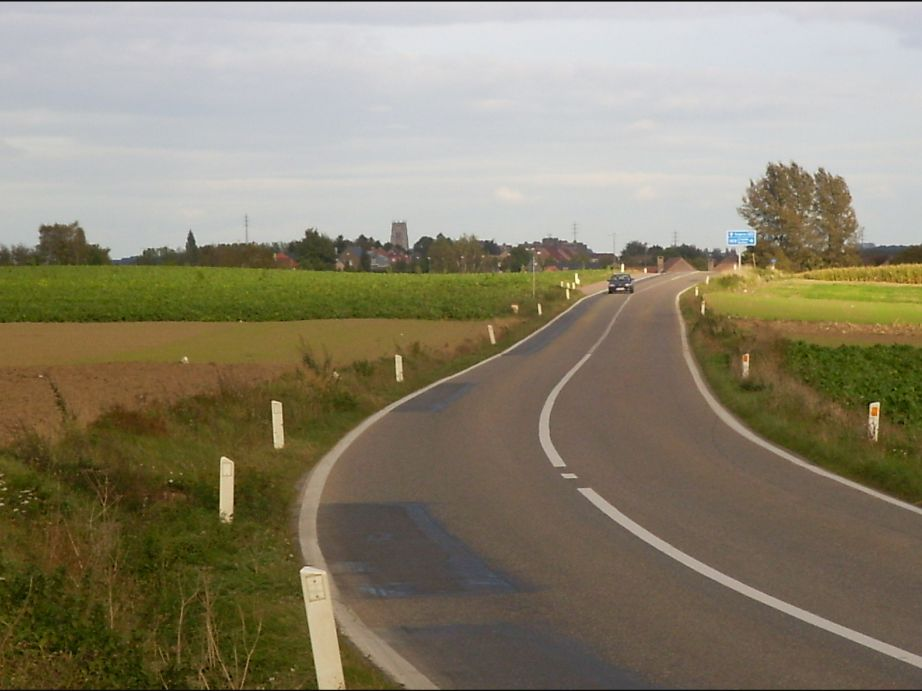
De Romeinse Kassei in de buurt van Tongeren

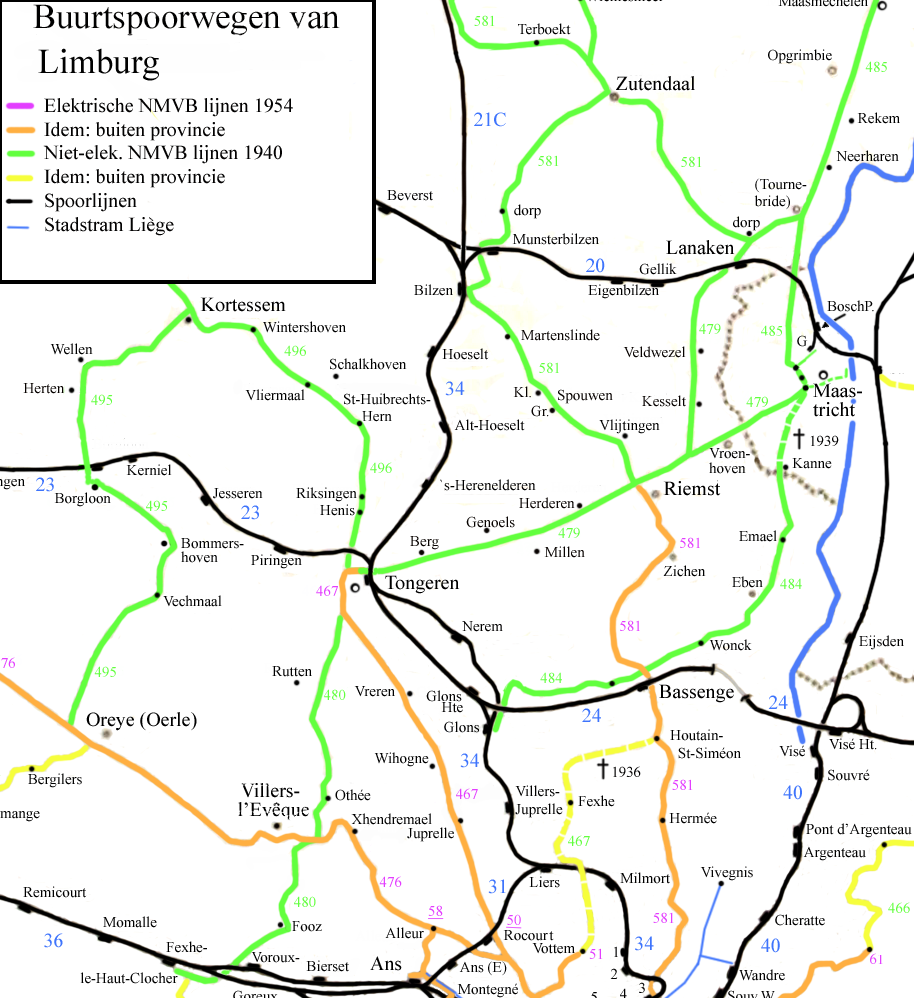
Spoor- en tramlijnen rondom Tongeren

### Wegen
Heirbanen
Als garnizoensstad ten tijde van het Romeinse Rijk was het belangrijk dat Tongeren vlot bereikbaar was. Enerzijds om de troepen snel te kunnen verplaatsen, anderzijds om de troepen aan de Rijn makkelijk te kunnen bevoorraden. De tracés van de oude Romeinse wegen zijn nog steeds zichtbaar in het landschap rondom de stad.
De belangrijkste heirbaan die Tongeren aandeed was de Via Belgica. Deze oost-westverbinding verbond Boulogne-sur-Mer met Keulen via Bavay. Het tracé van deze heirbaan loopt tussen Moxhe nabij Hannuit en Tongeren samen met de N69, tussen Tongeren en Maastricht loopt het tracé parallel met de N79.
Parallel met de Via Belgica liep de heirbaan Tongeren-Bonen. Het tracé van deze heirbaan loopt ten westen van Tongeren samen met de N79 richting Sint-Truiden. Ter hoogte van Bommershoven wordt het tracé een veldweg die parallel loopt met de N79 en de N3 tot in Hakendover nabij Tienen.
De noord-zuidverbindingen die Tongeren aandeden waren van minder groot belang. Het gaat om de heirbaan Tongeren-Duurstede en de heirbaan Tongeren-Herstal. Van de heirbaan Tongeren-Duurstede is alleen geweten dat deze weg de Demer overstak nabij Bilzen en dat tussen Tongeren en Bilzen deze heirbaan parallel loopt met de N730. De heirbaan tussen Tongeren en Herstal loopt tot vlak na de taalgrens samen met de N20 richting Luik. Ter hoogte van Paifve splitst de weg zich af richting Herstal.
Gewestwegen
De ringweg R72 vormt een volledige lus rond het stadscentrum, het stadspark De Motten en een deel van de woonwijk tussen de Jeker en de Oude Jeker. De R72 heeft een totale lengte van 3,7 km en sluit aan op de volgende gewestwegen:
N79b naar Maastricht
 naar Luik
N614a naar Koninksem
 naar Sint-Truiden
 naar Hasselt
N730 naar Bree
De andere gewestwegen die over het grondgebied van de gemeente lopen, zijn:
 naar Moxhe
 naar Amay
 naar Wezet
N753 verbindt de N20 met de N730
N758 naar Mopertingen
Autosnelwegen
Tongeren is vanuit het noorden en oosten bereikbaar via de A13-E313 Antwerpen-Luik. Ten zuiden van de gemeente Tongeren, net over de taalgrens, loopt de A3-E40 Brussel-Luik.

### Openbaar vervoer
Trein
Het station van Tongeren ligt langs spoorlijn 34 die Antwerpen met Luik verbindt en spoorlijn 24 die de haven van Antwerpen verbindt met het Ruhrgebied. Vanuit Tongeren zijn er rechtstreekse verbindingen met Antwerpen-Centraal, Brussel-Centraal, Brussel-Noord, Brussel-Zuid, Gent-Sint-Pieters, Hasselt, Leuven en Luik-Guillemins.
Het station van Tongeren werd geopend op 11 november 1863. Het huidige station vervangt een vroeger stationsgebouw dat gebombardeerd werd in 1940. Voorheen deed het station ook dienst als eindhalte van spoorlijn 23 die Drieslinter met Tongeren verbond. Deze spoorlijn werd ook wel de fruitspoorlijn genoemd omdat over de lijn voornamelijk fruit werd vervoerd naar de diverse stroopfabrieken die gelegen waren in de buurt van de stations. Het gedeelte tussen Tongeren en Ordingen werd in 1968 definitief gesloten. Op het grondgebied van de gemeente Tongeren bevinden zich eveneens de voormalige haltes station 's Herenelderen, station Nerem, station Nerem-Vreren en station Piringen.
Tram
Vanaf 1897 werden in en rond Tongeren vier stoomtramlijnen aangelegd. Drie tramlijnen werden uitgebaat door de NMVB-afdeling Limburg, een vierde tramlijn werd uitgebaat door de NMVB-afdeling Luik. De economisch belangrijke tramverbinding naar de Luikse agglomeratie werd op 14 augustus 1932 geëlektrificeerd. Deze tramlijn werd op 23 december 1961 als de laatste buurtspoorlijn op het grondgebied van de provincies Limburg en Luik opgeheven.
| Lijn | Naam                             | Traject | Opening         | Sluiting         |
| ---- | -------------------------------- | --- | --------------- | ---------------- |
| 467  | Luik – Tongeren                  | Luik – Rocourt – Juprelle – Nudorp – Vreren – Tongeren                                                                              | 21 juli 1908    | 23 december 1961 |
| 479  | Tongeren – Lanaken/Maastricht    | Tongeren – Berg – Genoelselderen – Millen – Herderen – Riemst – Vroenhoven – Kesselt – Veldwezelt – Lanaken/Vroenhoven – Maastricht | 15 mei 1897     | 4 mei 1955       |
| 480  | Tongeren – Fexhe-le-Haut-Clocher | Tongeren – Rutten – Elch – Villers-l'Évêque – Hognoul – Fooz – Voroux – Fexhe-le-Haut-Clocher                                       | 15 mei 1897     | 20 december 1959 |
| 496  | Tongeren – Kortessem             | Tongeren – Henis – Riksingen – Sint-Huibrechts-Hern – Schalkhoven – Vliermaal – Wintershoven – Kortessem                            | 28 oktober 1904 | 17 december 1949 |

Bus
Tongeren is bereikbaar via twaalf streeklijnen die geëxploiteerd worden door de Vlaamse Vervoermaatschappij De Lijn, aangevuld met één buslijn geëxploiteerd door de TEC. Verder zijn er nog vier stadslijnen en twee belbussen.

## Godsdienst en levensbeschouwing
Tongeren is gekend als bedevaartsoord van OLV van Tongeren en Onze-Lieve-Vrouw Oorzaak Onzer Blijdschap: beide beelden werden pauselijk gekroond.

## Onderwijs, welzijn en sport

### Onderwijs
In Tongeren bevinden zich ongeveer dertig instellingen die onderwijs aanbieden op verschillende niveaus waaronder het klassieke kleuter-, basis- en secundair onderwijs. Daarnaast zijn er ook onderwijsinstellingen waar men kunst-, volwassenen- en bijzonder onderwijs kan volgen.
In totaal telt de gemeente negentien scholen voor basisonderwijs waaronder twee scholen voor buitengewoon onderwijs en één Freinetschool. Secundair onderwijs kan gevolgd worden aan zeven scholen waarvan twee scholen buitengewoon secundair onderwijs aanbieden. Deze scholen zijn verdeeld over de verschillende Vlaamse onderwijsnetten; sommige scholen behoren tot het officieel gesubsidieerd onderwijs, andere scholen behoren tot het gemeenschapsonderwijs of het vrij gesubsidieerd onderwijs.
Volwassenen die extra scholing wensen kunnen terecht bij een van de lokale centra voor volwassenenonderwijs. Meestal is dit avond- of weekendonderwijs. Werkzoekenden kunnen zich bijscholen of omscholen aan het plaatselijke competentiecentrum van de Vlaamse Dienst voor Arbeidsbemiddeling en Beroepsopleiding. Verder kan er ook kunstonderwijs gevolgd worden aan de muziek- en tekenacademie.
De rol van Tongeren als regionaal onderwijscentrum voor Zuidoost-Limburg blijkt duidelijk uit de verhouding tussen de schoolpopulatie en het aantal inwoners van de gemeente tussen de tweeënhalf en achttien jaar. In 2016 telden de Tongerse scholen 6167 leerlingen terwijl het aantal inwoners tussen de tweeënhalf en achttien jaar 4572 bedroeg. De verhouding tussen beiden groepen bedraagt 135%. Dit percentage ligt opmerkelijk hoger dan in de omliggende Vlaamse gemeenten; 117% in Bilzen, 103% in Borgloon, 92% in Riemst, 87% in Kortessem, 80% in Hoeselt en 62% in Heers.
- Opmerking: De cijfers voor de gemeentes Heers en Riemst hebben betrekking op de leeftijdsgroep 2,5 tot 12 jaar.

### Gezondheidszorg
Het AZ Vesalius is een middelgroot ziekenhuis en een van de grootste werkgevers in Zuid-Limburg. Het ziekenhuis is gevestigd op twee campussen: in Tongeren en Bilzen. De eerstesteenlegging van het huidige ziekenhuisgebouw vond plaats op 24 september 1976 en op 13 juni 1981 werd het toenmalige Sint-Jacobusziekenhuis ingewijd. Voorheen bevond het ziekenhuis zich in de gebouwen van het voormalige Sint-Jacobsgasthuis.
Op 1 december 1991 werd een fusieakkoord afgesloten tussen drie plaatselijke ziekenhuizen zodat het AZ Vesalius ontstond. Het Sint-Jacobusziekenhuis in Tongeren werd als hoofdlocatie gekozen en tussen 1992 en 1998 werd het ziekenhuis grondig uitgebreid. Het Sint-Martinusziekenhuis te Bilzen werd omgevormd tot een polikliniek en de Onze-Lieve-Vrouwekliniek in Tongeren werd op 17 mei 1999 gesloten en later gesloopt. Tegenwoordig beschikt het AZ Vesalius over 326 bedden verdeeld over verschillende afdelingen en verschaft het ziekenhuis werk aan meer dan 800 personeelsleden en 130 artsen.

### Sport
Hoewel Tongeren slechts een kleine provinciestad is, kent de gemeente verschillende sportverenigingen in diverse sporten. Wat betreft zaalsporten kent Tongeren enkele clubs die op nationaal niveau kunnen meedraaien. Zo behoort Handbal Tongeren tot de nationale top van het handbal. Het herenteam komt zowel uit in de eerste nationale als in de BENE-League Handball. In het volleybal spelen de dames van Datovoc Tongeren in de Liga A, de hoogste competitie in het Belgische vrouwenvolleybal. Beide clubs hebben meermaals titels en bekers van België in de wacht gesleept. Ook is er een Tongerse rugbyclub genaamd RC Ambiorix.
De best vertegenwoordigde sport in de gemeente Tongeren is voetbal. Zowat elke deelgemeente heeft een voetbalclub. De volgende clubs komen uit in de nationale en provinciale reeksen van het mannen- en vrouwenvoetbal; Eendracht Henis, FC Heur-Tongeren, Tongeren DV, Union FC Rutten, Valencia VC Piringen, VC Jekervallei Sluizen en Victoria VV 's Herenelderen. Daarnaast zijn er twee clubs die uitkomen in de nationale reeksen van het zaalvoetbal; ZVC Onbetong Tongeren en ZVC United Tongeren.
De sportinfrastructuur in Tongeren ligt verspreid over de gemeente. De Eburons Dome in het oosten van de gemeente is voorzien van een sporthal, fitnessruimte, voetbalterreinen en een binnenzwembad. Ten zuiden van het stadscentrum bevindt zich het sportpark De Motten dat naast enkele tennis- en basketbalvelden ook beschikt over een atletiekstadion. De Motten is de thuisbasis van Atletiekclub De Demer en vormt de uitvalsbasis van de Tungri-Run, een stratenloop die jaarlijks op 1 mei gehouden wordt. De Jekerhippodroom nabij Offelken is een van de weinige locaties in België waar nog steeds drafrennen gehouden worden. Daarnaast zijn er nog verschillende sportaccommodaties die beheerd worden door particulieren.

## Politiek en bestuur

### Structuur
| Tongeren         | Tongeren         | Supranationaal         | Nationaal                         | Nationaal          | Gemeenschap       | Gewest            | Provincie         | Arrondissement           | Provinciedistrict | Kanton          | Gemeente        |
| ---------------- | ---------------- | ---------------------- | --------------------------------- | ------------------ | ----------------- | ----------------- | ----------------- | ------------------------ | ----------------- | --------------- | --------------- |
| Administratief   | Niveau           | Europese Unie          | België                            | België             | Vlaanderen        | Vlaanderen        | Limburg           | Tongeren                 | Tongeren          | Tongeren        | Tongeren        |
| Administratief   | Bestuur          | Europese Commissie     | Belgische regering                | Belgische regering | Vlaamse regering  | Vlaamse regering  | Deputatie         | Deputatie                | Deputatie         | Deputatie       | Gemeentebestuur |
| Administratief   | Raad             | Europees Parlement     | Kamer van volksvertegenwoordigers | Vlaams Parlement   | Vlaams Parlement  | Vlaams Parlement  | Provincieraad     | Provincieraad            | Provincieraad     | Provincieraad   | Gemeenteraad    |
| Kiesomschrijving | Kiesomschrijving | Nederlands Kiescollege | Kieskring Limburg                 | Kieskring Limburg  | Kieskring Limburg | Kieskring Limburg | Kieskring Limburg | Hasselt-Tongeren-Maaseik | Tongeren          | Tongeren        | Tongeren        |
| Verkiezing       | Verkiezing       | Europese               | Federale                          | Federale           | Vlaamse           | Vlaamse           | Provincieraads-   | Provincieraads-          | Provincieraads-   | Provincieraads- | Gemeenteraads-  |

Tongeren is de hoofdplaats van een bestuurlijk arrondissement en zetelplaats van een afdeling van het gerechtelijk arrondissement Limburg.
Het bestuurlijk arrondissement Tongeren omvat 13 gemeenten met tezamen een totale oppervlakte van 631,56 km² en telde op 1 januari 2016 201.414 inwoners.
De Tongerse afdeling van het Limburgs parket omvat 23 gemeenten. Naast de gemeenten van het bestuurlijk arrondissement Tongeren behoren ook de gemeenten Bocholt, Bree, Dilsen-Stokkem, Kinrooi, Maaseik en Meeuwen-Gruitrode van het arrondissement Maaseik en de gemeenten As, Genk, Opglabbeek en Zutendaal van het arrondissement Hasselt tot deze afdeling.
In Tongeren zetelt ook een afdeling van de rechtbank van eerste aanleg van Limburg, van de arbeidsrechtbank van Antwerpen en van de ondernemingsrechtbank van Antwerpen. Het is echter opmerkelijk dat het Limburgse hof van assisen in Tongeren zetelt en niet in de provinciehoofdplaats Hasselt.
Tongeren ligt in het kieskanton Tongeren, het provinciedistrict Tongeren en het kiesarrondissement Hasselt-Tongeren-Maaseik (identiek aan de kieskring Limburg).
Het kieskanton Tongeren omvat enkel de gemeenten Herstappe en Tongeren. Het kieskanton is verder onderverdeeld in dertien stembureaus waarvan twaalf stembureaus in Tongeren liggen en één stembureau in Herstappe.

### Stadsbestuur

#### College van burgemeester en schepenen
Het college van burgemeester en schepenen van Tongeren voor de periode 2019-2024 wordt gevormd door een coalitie tussen Tongeren.nu – een kartel tussen CD&V en Open Vld – en Vooruit. Deze drie partijen bezitten samen 23 van de 31 zetels in de gemeenteraad. De overige acht zetels worden ingenomen door N-VA met vier zetels, Groen met twee zetels en Vlaams Belang met eveneens twee zetels. Het schepencollege van Tongeren telt één burgemeester en zeven schepenen.
| College van burgemeester en schepenen | College van burgemeester en schepenen | College van burgemeester en schepenen | College van burgemeester en schepenen                                       |
| Functie                               | Naam                                  | Partij                                | Bevoegdheden                                                                |
| ------------------------------------- | ------------------------------------- | ------------------------------------- | --------------------------------------------------------------------------- |
| Burgemeester                          | Patrick Dewael                        | Open Vld                              |                                                                             |
| Schepen                               | An Christiaens                        | CD&V                                  | Cultuur, jeugd en toerisme                                                  |
| Schepen                               | Krijn Henrotte                        | CD&V                                  | Economie, citymarketing en landbouw                                         |
| Schepen                               | Patrick Jans                          | Open Vld                              | Mobiliteit, leefmilieu en sport                                             |
| Schepen                               | Evelyne Stassen                       | CD&V                                  | Sociale Zaken en voorzitter van het bijzonder comité voor de sociale dienst |
| Schepen                               | Gerard Stassen                        | Vooruit                               | Financiën, begroting en erfgoed                                             |
| Schepen                               | Jeannine Vanvinckenroye               | Open Vld                              | Openbare werken, onderwijs en werk                                          |
| Schepen                               | Johnny Vrancken                       | Vooruit                               | Ruimtelijke ordening, wonen en patrimonium                                  |
| Schepen                               |                                       |                                       |                                                                             |
| Stadssecretaris                       | Luc Houbrechts                        |                                       | Hoofd van de bestuurlijke organisatie van de stad                           |

#### Resultaten gemeenteraadsverkiezingen van 1976 tot en met 2018
| Partij of kartel     | Partij of kartel                   | 10-10-1976 | 10-10-1976 | 10-10-1982 | 10-10-1982 | 9-10-1988 | 9-10-1988 | 9-10-1994 | 9-10-1994 | 8-10-2000 | 8-10-2000 | 8-10-2006 | 8-10-2006 | 14-10-2012 | 14-10-2012 | 14-10-2018 | 14-10-2018 |
| Stemmen / Zetels     | Stemmen / Zetels                   | %          | 29         | %          | 29         | %         | 29        | %         | 29        | %         | 29        | %         | 29        | %          | 31         | %          | 31         |
| -------------------- | ---------------------------------- | ---------- | ---------- | ---------- | ---------- | --------- | --------- | --------- | --------- | --------- | --------- | --------- | --------- | ---------- | ---------- | ---------- | ---------- |
|                      | CVP1/ CVP-VD2/ CD&V3/ Tongeren.nuA | 47,001     | 15         | 31,911     | 10         | 28,201    | 8         | 29,152    | 8         | 23,151    | 7         | 28,513    | 8         | 40,16A     | 14         | 39,6A      | 14         |
|                      | PVV1/ VLD2/ Tongeren.nuA           | 17,021     | 5          | 20,281     | 6          | 35,181    | 11        | 36,272    | 12        | 37,882    | 12        | 31,992    | 10        | 40,16A     | 14         | 39,6A      | 14         |
|                      | SP1/ sp.a2                         | 30,661     | 9          | 33,761     | 11         | 31,471    | 10        | 30,301    | 9         | 31,541    | 10        | 29,142    | 9         | 28,562     | 9          | 27,42      | 9          |
|                      | Vlaams Blok1/ Vlaams Belang2       | -          |            | -          |            | 1,871     | 0         | 3,421     | 0         | -         |           | 10,372    | 2         | 5,432      | 1          | 10,32      | 2          |
|                      | VU1/ VU&ID2/ N-VA3                 | 4,461      | 0          | 4,071      | 0          | -         |           | -         |           | 4,122     | 0         | -         |           | 19,073     | 6          | 13,73      | 4          |
|                      | Agalev1/ Groen2                    | -          |            | -          |            | -         |           | -         |           | 3,321     | 0         | -         |           | 6,782      | 1          | 8,42       | 2          |
|                      | NIEUW                              | -          |            | 9,98       | 2          | 2,89      | 0         | -         |           | -         |           | -         |           | -          |            | -          |            |
|                      | Anderen(*)                         | 0,86       | 0          | -          |            | 0,40      | 0         | 0,87      | 0         | -         |           | -         |           | -          |            | -          |            |
| Totaal stemmen       | Totaal stemmen                     | 20313      | 20313      | 21518      | 21518      | 22169     | 22169     | 22241     | 22241     | 22496     | 22496     | 22758     | 22758     | 22254      | 22254      | 22583      | 22583      |
| Opkomst %            | Opkomst %                          |            |            |            |            | 97,05     | 97,05     | 95,90     | 95,90     | 95,33     | 95,33     | 96,13     | 96,13     | 91,81      | 91,81      | 93,1       | 93,1       |
| Blanco en ongeldig % | Blanco en ongeldig %               | 0,19       | 0,19       | 3,56       | 3,56       | 3,82      | 3,82      | 4,57      | 4,57      | 5,16      | 5,16      | 4,40      | 4,40      | 5,37       | 5,37       | 4,0        | 4,0        |

(*) 1976: KP (0,86%) / 1988: KP (0,40%) / 1994: AOV (0,87%)

De rode cijfers naast de gegevens duiden aan onder welke naam de partijen telkens bij een verkiezing opkwamen.

De zetels van de gevormde meerderheid staan vetjes afgedrukt. De grootste partij is in kleur.

Voor de verkiezingsresultaten van 2024 en later zie de gemeente Tongeren-Borgloon.

### Partnersteden
Tongeren heeft samenwerkingsverbanden met meerdere steden. Er zijn jumelages met twee steden; Kalisz in Polen en Hsin Tien City in Taiwan. Daarnaast heeft Tongeren ter gelegenheid van zijn 2000-jarig bestaan in 1985 een kunstwerk geschonken aan tien steden die net als Tongeren een Romeins verleden hebben; Aarlen, Bavay, Doornik, Heerlen, Keulen, Maastricht, Metz, Nijmegen, Rome en Trier. Op cultureel vlak onderhoudt Tongeren goede banden met de naburige steden Maastricht en Luik. Zo is er een nauwe samenwerking tussen het Gallo-Romeins Museum, het Bonnefantenmuseum en het Museum van het Waalse Leven.

### Wapen en vlag
Na de fusie van Belgische gemeenten op 1 januari 1977 keurde de toenmalige Cultuurraad voor de Nederlandse Cultuurgemeenschap het decreet van 28 januari 1977 goed. Dit decreet hield in dat elke Vlaamse gemeente verplicht werd een historisch en heraldisch verantwoord wapenschild en vlag in te voeren. Van het Tongerse wapenschild bestaan er twee varianten, de ene versie wordt getopt door een kroon en een zwaan, de andere versie wordt niet getopt. Het wapenschild toont een verhoogde dwarsbalk in or die wordt getopt door vier aaneengesloten vairklokjes tegen een achtergrond in argent. Onder de dwarsbalk bevinden zich vijf aaneengesloten vairklokjes geplaatst in een rij van drie en een rij van twee tegen eveneens een achtergrond in argent. Het schild wordt getopt door een kroon met drie fleurons gescheiden door drie parels. Op de kroon rust een zwaan van natuurlijke kleur met een gouden kroon om de hals. In het wapen van de provincie Limburg komt deze zwaan terug als schildhouder en staat ze symbool voor de stad Tongeren. De vlag van Tongeren bestaat uit twee banen van blauw en van wit, deze banen zijn van dezelfde breedte. In het kanton bevindt zich een witte zwemmende zwaan met een gele kroon om de hals.